# Socjaldemokratyczna Partia Niemiec
Socjaldemokratyczna Partia Niemiec (niem. Sozialdemokratische Partei Deutschlands, SPD) – najstarsza z działających w Niemczech partia polityczna o profilu centrolewicowym, zarazem jedna z najstarszych i największych partii politycznych na świecie (w 2024 r. obchodziła 161. rocznicę utworzenia). Z liczbą ponad 500 tys. członków jest najliczniejszą partią współczesnych Niemiec.
Założona w 1863 r., działała do 1891 r. pod nazwą Socjalistyczna Partia Robotnicza (SAP). Założenia i program polityczny oparte są na ideałach lewicowych, socjaldemokratycznych i neoliberalnych (szczególnie za rządów kanclerza Gerharda Schrödera).

## Profil partii

### Program

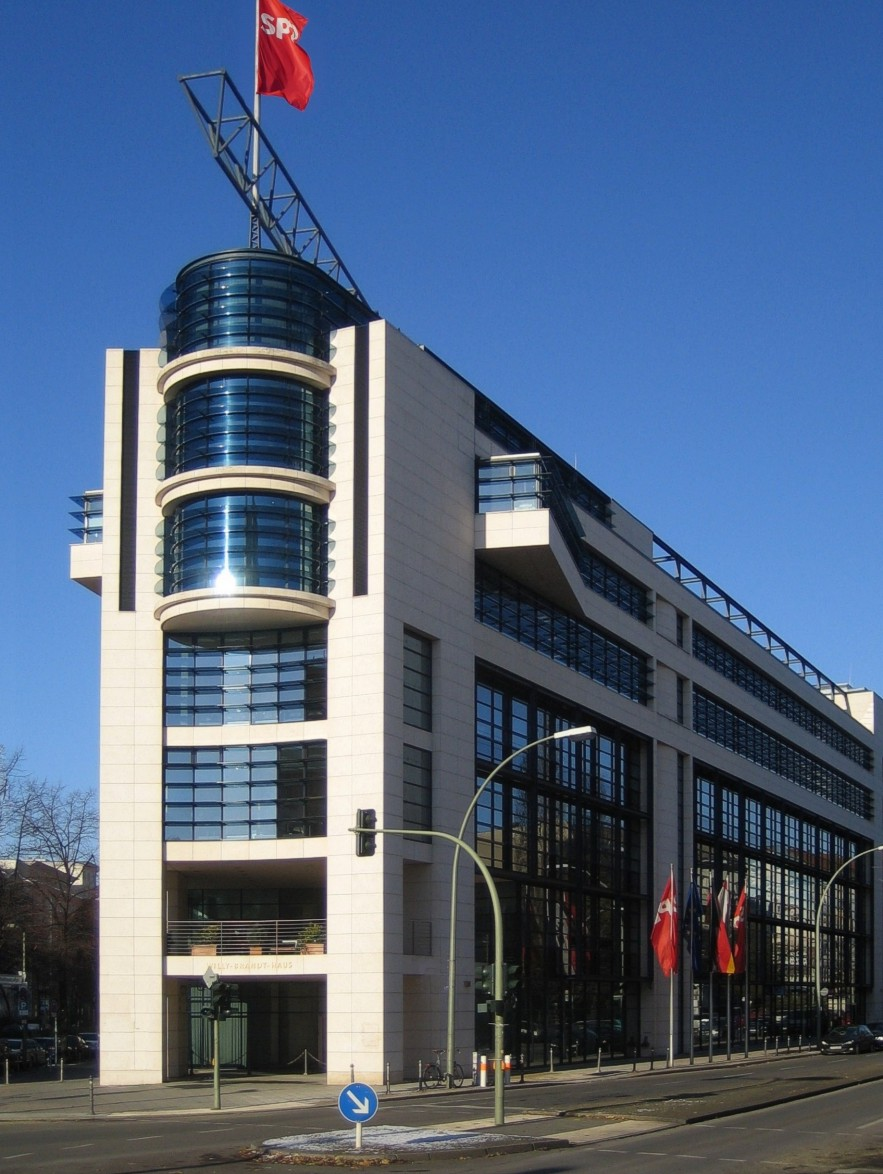
Willy-Brandt-Haus, siedziba SPD w Berlinie

Aktualny program partii SPD został przyjęty w Hamburgu w 2007 roku i nazwany od tego miejsca programem hamburskim. Jako najstarsza niemiecka partia polityczna skupiająca wokół siebie robotników odwołuje się także do założeń z Bad Godesberg (program godesberski) z 1959 roku.
Jednym z najważniejszych założeń programowych SPD jest sprawiedliwość społeczna. Partia zakłada, że gospodarka narodowa powinna być wzmacniana przez państwo, a jej dobra powinny być sprawiedliwie rozdzielane, co przyczyni się do wzrostu zamożności całego społeczeństwa.
W 2003 roku ówczesny kanclerz z SPD Gerhard Schröder przedstawił społeczeństwu niemieckiemu plan reform gospodarczo-społecznych nazwanych Agenda 2010.
Agenda 2010 obejmowała cięcia w sferze bezpieczeństwa socjalnego (opieka zdrowotna, zasiłki dla bezrobotnych, system emerytalny), obniżkę podatków i zmniejszenie regulacji prawa pracy. Po wyborach w 2002 roku SPD zaczęła tracić poparcie. Agenda 2010, która zaczęła się jako program trzeciej drogi (wspólny projekt z Tonym Blairem i Billem Clintonem), stała się w oczach społeczeństwa procesem likwidacji państwa opiekuńczego.

### Równouprawnienie w partii
W celu wyrównania szans kobiet i mężczyzn w partii, w 1988 roku swoją działalność zapoczątkowała tak zwana Grupa Płciowa. Grupa ta zapowiedziała, że wszystkie oficjalne stanowiska partyjne oraz mandaty w parlamencie muszą być porozdzielane równo, po 50% dla każdej płci.
Podobną grupę utworzyła młodzieżówka SPD – Jusos. Zgodnie z rozporządzeniami Jusos, 10% mandatów w Bundestagu powinno być zarezerwowane dla młodszych członków partii, którzy nie ukończyli jeszcze 35 lat. Propozycja ta nie została przyjęta przez kongres partii.

### Członkostwo
Socjaldemokratyczna Partia Niemiec ma obecnie 545 223 członków (stan na koniec września 2007). Ta liczba pokazuje, że SPD stanowi najsilniejszą partię obywatelską w Niemczech, przed Unią Chrześcijańsko-Demokratyczną (CDU) i Unią Chrześcijańsko-Społeczną (CSU).
Członkiem SPD może zostać każdy, kto ukończył 14. rok życia i zadeklaruje swoje poparcie dla partii (nie może być członkiem żadnej innej partii politycznej). Oznacza to, że członkiem partii może zostać zarówno Niemiec, jak i obcokrajowiec, mieszkający w Niemczech. 43% członków SPD ma więcej niż 60 lat, 8% jest młodszych niż 35 lat. Trzy czwarte członków to mężczyźni. Blisko połowę stanowili pracownicy i robotnicy, 12% gospodynie domowe lub gospodarze, 11% – urzędnicy.

## Struktura wewnętrzna

### Zarząd federalny[1]

#### Przewodniczący
- Bärbel Bas
- Lars Klingbeil

#### Wiceprzewodniczący
- Petra Köpping
- Serpil Midyatli(inne języki)
- Achim Post(inne języki)
- Anke Rehlinger
- Alexander Schweitzer

#### Sekretarz generalny
- Tim Klüssendorf

#### Skarbnik
- Dietmar Nietan

#### Członek zarządu odpowiedzialny za Unię Europejską
- Katarina Barley

#### Pozostali członkowie
- Sabine Bätzing-Lichtenthäler(inne języki)
- Andreas Bovenschulte
- Ronja Endres(inne języki)
- Wiebke Esdar(inne języki)
- Fabian Ferber
- Timon Gremmels(inne języki)
- Oliver Kaczmarek(inne języki)
- Elisabeth Kaiser(inne języki)
- Annika Klose(inne języki)
- Thorsten Kornblum(inne języki)
- Sarah Lahrkamp(inne języki)
- Kaweh Mansoori(inne języki)
- Bettina Martin(inne języki)
- Katja Mast
- Siemtje Möller(inne języki)
- Katja Pähle(inne języki)
- Sarah Philipp(inne języki)
- Boris Pistorius
- Sebastian Roloff(inne języki)
- Jessica Rosenthal(inne języki)
- Dagmar Schmidt(inne języki)
- Andreas Stoch(inne języki)
- Marja-Liisa Völlers(inne języki)
- Ibrahim Yetim(inne języki)

## Liderzy SPD przed I wojną światową
- August Bebel
- Wilhelm Liebknecht
- Karl Kautsky
- Eduard Bernstein
- Róża Luksemburg

## Przewodniczący SPD
W Cesarstwie Niemieckim oraz Republice Weimarskiej:
- August Bebel oraz Paul Singer, 1892–1911
- August Bebel oraz Hugo Haase, 1911–1913
- Friedrich Ebert oraz Hugo Haase, 1913–1917,
- Friedrich Ebert oraz Philipp Scheidemann, 1917–1919
- Otto Wels oraz Hermann Müller, 1919–1931, po 1922 również Arthur Crispien
- Otto Wels oraz Arthur Crispien, 1928–1931
- Otto Wels, Arthur Crispien oraz Hans Vogel(inne języki), 1931–1933

Na uchodźstwie:
- Otto Wels oraz Hans Vogel, 1933–1939
- Hans Vogel, 1939–1945

Po wojnie:
- Otto Grotewohl przewodniczący Komitetu Centralnego, przewodniczący SPD w radzieckiej strefie okupacyjnej Niemiec; po połączeniu się SPD z KPD utworzyły partię SED w 1946.
- Kurt Schumacher, przewodniczący SPD w brytyjskiej strefie okupacyjnej Niemiec.

Przewodniczący w Niemczech Zachodnich:
- Kurt Schumacher, 1946–1952
- Erich Ollenhauer, 1952–1963
- Willy Brandt, 1964–1987
- Hans-Jochen Vogel, 1987–1991

Przewodniczący Partii Socjaldemokratycznej w NRD:
- Ibrahim Böhme(inne języki), 1989–1990
- Markus Meckel(inne języki), 1990, połączona z SPD z Niemiec Zachodnich w październiku 1990

Od Zjednoczenia Niemiec:
- Hans-Jochen Vogel, 1990–1991
- Björn Engholm, 1991–1993
- Johannes Rau, 1993 (tymczasowo)
- Rudolf Scharping, 1993–1995
- Oskar Lafontaine, 1995–1999
- Gerhard Schröder, 1999–2004
- Franz Müntefering, 2004–2005
- Matthias Platzeck, 2005–2006
- Kurt Beck, 2006–2008
- Franz Müntefering, 2008–2009
- Sigmar Gabriel, 2009–2017
- Martin Schulz, 2017–2018
- Olaf Scholz, 2018 (p.o)
- Andrea Nahles, 2018–2019
- Malu Dreyer, Manuela Schwesig i Thorsten Schäfer-Gümbel[2] 2019 (p.o)
- Saskia Esken i Norbert Walter-Borjans[3] 2019–2021
- Saskia Esken i Lars Klingbeil[4] 2021–2025
- Bärbel Bas i Lars Klingbeil od 2025

## Kanclerze Niemiec z SPD
- Friedrich Ebert 1918
- Philipp Scheidemann 1919
- Gustav Bauer 1919–1920
- Hermann Müller 1920 oraz 1928–1930
- Willy Brandt 1969–1974
- Helmut Schmidt 1974–1982
- Gerhard Schröder 1998–2005
- Olaf Scholz 2021-2025

## Prezydenci Federalni z SPD
- Friedrich Ebert 1919–1925
- Gustav Heinemann 1969–1974
- Johannes Rau 1999–2004
- Frank-Walter Steinmeier od 2017

## Historia partii

### Geneza
W drugiej połowie wieku XIX w Niemczech doszło do rozwoju systemu gospodarki kapitalistycznej, wraz z rozwojem kapitalizmu budował się ruch organizowania się proletariatu – pierwsze grupy robotnicze powstały w latach 30. i 40. Ruch robotniczy przyśpieszył po wiośnie ludów (1848–1849), z kolei w latach 60. założono dwie ogólnokrajowe partie socjalistyczne.
23 maja 1863 Ferdinand Lassalle założył w Lipsku Powszechny Niemiecki Związek Robotników (Allgemeiner Deutscher Arbeiterverein, ADAV, zwany lassalczykami). Datę powstania ADAV, obecna SPD uznaje za swój początek. Partia opowiadała się za ugodą z rządem Ottona von Bismarcka, według filozofii lassalczyków, Prusy były krajem ponadklasowym i sprawującym funkcję opiekuńcze. Lassalczycy skupili się na żądaniach ustanowienia powszechnego i równego prawa wyborczego.
Kolejnym ugrupowaniem socjalistycznym była Socjaldemokratyczna Partia Robotnicza Niemiec (SDAP, zwana eisenachczykami) założona w 1869 roku przez Augusta Bebela oraz Wilhelma Liebknechta. Partia miała charakter ugrupowania klasowego i była bardziej radykalna od ADAV, znajdowała się pod wpływami filozofii Karola Marksa i Fryderyka Engelsa, którzy udzielali partii porad politycznych i ideologicznych.

### Pre-republika (1863–1918)

#### Utworzenie partii, okres represji

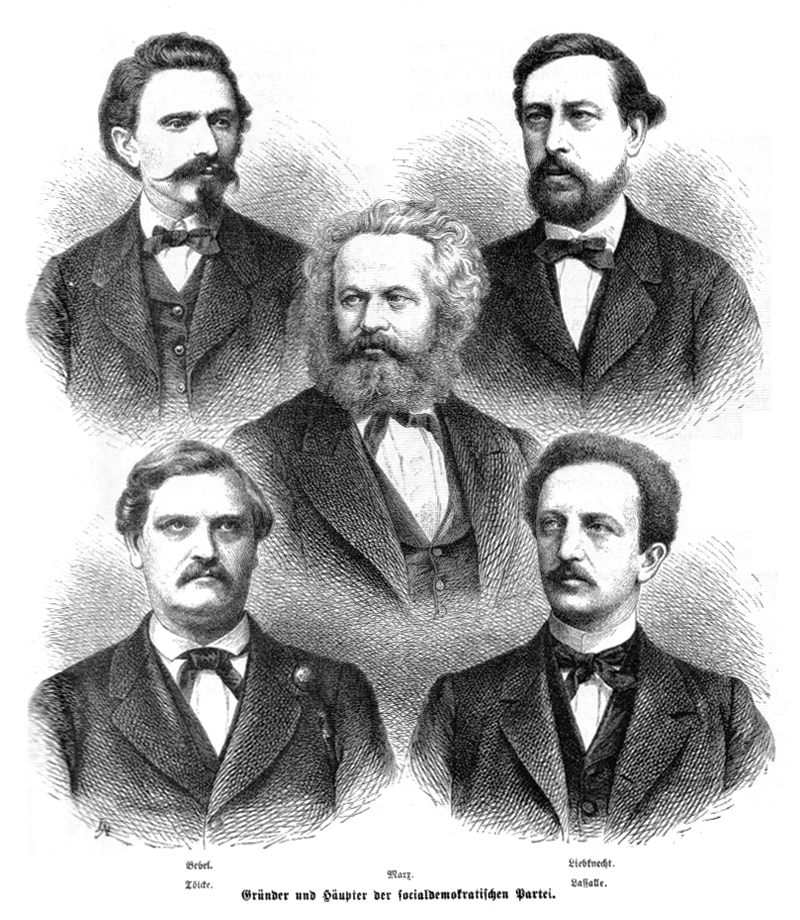
Klasycy SPD – August Bebel, Wilhelm Liebknecht, Karl Marx, Carl Wilhelm Tölcke, Ferdinand Lassalle

W 1875 r. na zjeździe w Gocie doszło do zjednoczenia SDAP i ADAV w jedną organizację – Socjalistyczną Partię Robotników Niemiec. Na konferencji ustanowiono program gotajski skrytykowany później przez Marksa w dziele Krytyka programu gotajskiego. 15 lat później partia zmieniła nazwę na obecną. W latach 90. XIX wieku partia liczyła już 300 tysięcy działaczy.
W 1878 r. Bismarck, na podstawie ówcześnie stanowiącego antysocjalistycznego prawa, uznał organizacje za prorewolucyjne i antymonarchistyczne i nakazał ich delegalizację. Kampania przeciwko socjaldemokracji spowodowana była agresywną polityką zagraniczną prowadzoną przez Rzeszę Niemiecką, wzrostem poparcia dla socjalistów i pamięcią po niedawno zdławionej Komunie Paryskiej. Antysocjalistyczna ustawa obowiązywała przez dwanaście lat. W ustawie zakazano działalności wszelkich organizacji, których celem jest dążenie do socjalistycznego, socjaldemokratycznego czy komunistycznego przewrotu. Na skutek represji tysiące socjaldemokratów trafiło do więzienia, zostało deportowanych, przesiedlonych, zwolnionych z pracy bądź też ukaranych wysokimi karami finansowymi.
Polityka represji wobec ruchu robotniczego poskutkowała efektami przeciwnymi od tych do których dążył pruski reżim. Delegalizacja doprowadziła do radykalizacji partii i umocnienia się skrzydła marksistowskiego kosztem umiarkowanych lassalczyków. Znacznie wzrosło poparcie dla SPD (wzrost był najszybszy w historii partii) a partia prowadziła działania w podziemiu.
W 1889 roku wybuchł strajki w Zagłębiu Ruhry i Saary (strajkowało 100 tysięcy górników), na Śląsku (19 tysięcy) i w Saksonii (10 tysięcy). Celem strajku było wywalczenie ośmiogodzinnego dnia pracy i prawa wybierania przedstawicieli robotniczych którzy uzgadniali by z pracodawcami sporne kwestie. Strajk okazał się dla Bismarcka dużą porażką.

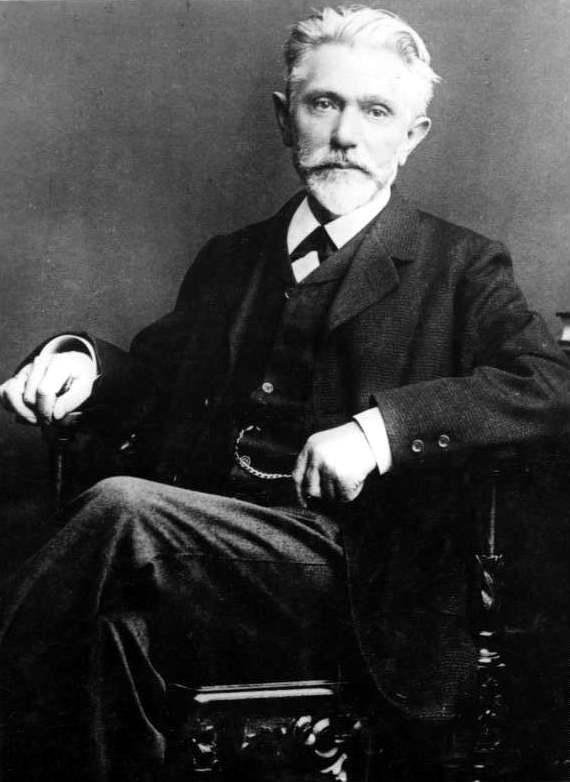
August Bebel w 1863 roku

W 1890 r., zjednoczeni socjaldemokraci zostali ponownie zalegalizowani. Kandydaci socjaldemokratyczni mogli startować do parlamentu z list kandydatów niezależnych, pomimo delegalizacji ich partii. W wyborach w 1890 roku SPD zdobyła 1427 tysięcy oddanych głosów, czyli 19,7% poparcia głosujących. Wybory te odbyły się na podstawie niekorzystnego dla robotników (stanowiących trzon SPD) prawa wyborczego. Na skutek działania socjaldemokratów, rząd cesarski ustanowił połowiczne reformy socjalne – wprowadzono ubezpieczenia społeczne, zasiłki chorobowe i renty. Zabieg ten miał sprawić aby SPD uznała zwierzchnictwo państwa i podporządkowała się reżimowi.
Jako reakcja na działania rządu, na kongresie partii w Erfurcie w 1891 roku przyjęty został tak zwany program erfurcki, który w swoich założeniach był bardziej radykalny, aniżeli przyjęty w 1875 roku program gotajski. Program opierał się na krytycznej, marksistowskiej analizie społeczeństwo w systemie kapitalistycznym. Zakładał on, iż podstawą nowo powstałej SPD będzie ideologia marksistowska, postulował również daleko idące reformy gospodarczo-polityczne (plan minimum) oraz zastąpienie kapitalizmu socjalizmem (plan maksimum). W późniejszych latach, program erfurcki stał się wzorcowym dla wielu partii socjaldemokratycznych na świecie.
Mimo przesunięcia w stronę marksizmu żywe pozostały elementy programu lassalczyków. Reformistyczny kurs nasilił się zwłaszcza po wyborczych sukcesach lewicy. Bawarski socjaldemokrata Georg von Vollmar zalecał aby SPD skupiła się wyłącznie na walce o nietrudne do zrealizowania reformy, co pozwoliłoby partii zawiązać sojusz z liberalną burżuazją. Tezy te skrytykował Friedrich Engels, który uważał, że niemiecki parlament jest bezsilny. Triumf skrzydła reformistycznego przyśpieszyła śmierć Engelsa (5 sierpnia 1895).

#### Działania w samorządzie i parlamencie
Na skutek działań socjaldemokratów w Reichstagu do końca XIX wieku rozbudowano system kontroli przedsiębiorstw i wprowadzono reformę służby wojskowej, w wyniku której zasiłek otrzymać mogły rodziny rezerwistów powołanych na ćwiczenia i manewry. Już w 1880 roku, posłowie lewicowi w Saksonii z powodzeniem wprowadzili ustawę gwarantującą poprawę bezpieczeństwa górników i zwiększającą kontrolę państwa nad kopalniami.
W 1894 roku SPD po raz pierwszy w historii przeforsowała własny projekt ustawy. Ustawa przewidywała obniżenie należności za przywóz pszenicy, co w konsekwencji doprowadziło do obniżki cen żywności. W 1913 roku na skutek głosów socjaldemokratów wprowadzono nowy przepis podatkowy w myśl którego to najbogatsi pokrywali wzrost wydatków militarnych.
W samorządzie heskim partia wprowadziła podatek kościelny i poprawiła uczciwość przebiegu postępowań sądowych. Sporadycznie w samorządach socjaldemokraci odnosili sukcesy w forsowaniu podnoszenia płac oraz poprawy warunków pracy robotników miejskich.
W 1896 roku, na skutek reformy w stylu pruskim przeforsowanej w Saksonii przez tamtejszych narodowych liberałów i konserwatystów, demokratyczne prawa wyborcze zastąpiono prawem faworyzującym najmniej liczne klasy wyższe. Celem reformy było osłabienia lokalnego SPD – konserwatyści odnieśli połowiczny sukces, a w 1901 roku SPD częściowo utracili miejsca w saksońskim parlamencie. Już w 1903 roku socjaliści nadrobili straty a liczba ich reprezentantów wzrosła z 11 do 23.

#### Podział frakcyjny, I wojna światowa
W latach 90. XIX wieku w partii umocniło się skrzydło partyjnej prawicy zwane rewizjonizmem. Na czele skrzydła rewizjonistów stał Eduard Bernstein, na przełomie lat 1895–1896 w prasie lewicowej przedstawiał on własną wizję marksizmu – odrzucił dialektykę i zakwestionował rewolucjonizm oraz dyktaturę proletariatu. Według rewizjonistów SPD powinno skupić się na pracy parlamentarnej a walkę o socjalizm uzasadniać motywami etyczno-moralnymi. W 1899 wydał głośną pracę Zasady socjalizmu i zadania socjaldemokracji.
Równocześnie w SPD rozwijał się nurt lewicy z działaczami takimi jak Karl Liebknecht, Róża Luksemburg, Clara Zetkin czy Luise Zietz.
W 1905 roku liczba członków partii sięgnęła miliona osób.
Na zjazdach partii w Jenie w 1910 roku i w Chemnitz w 1912 potępiono niemiecki imperializm i zapowiedziano walkę przeciwko ewentualnej wojnie.
SPD kontynuowała swoją politykę w Bundestagu, już w 1912 roku stając się najsilniejszą frakcją parlamentarną (w Cesarstwie Niemieckim. Parlamentarny bilans sił nie miał wpływu na formułowanie się gabinetu rządowego) dzięki czemu partii udało się przeforsować propracownicze zmiany w dziedzinie prawa pracy i warunków życia Niemców wywodzących się z klasy robotniczej.
W przededniu I wojny światowej SPD organizowała protesty pacyfistyczne. Po wybuchu wojny w partii zaktywizowała się grupa prawicowa z Friedrichem Ebertem na czele. Przedstawiciele frakcji prawicowych prowadzili tajne rozmowy z rządem na temat poparcia SPD dla wojny i wstrzymania na okres jej trwania protestów robotniczych. Po wypowiedzeniu Rosji wojny, liderzy partii ogłosili zawarcie z rządem rozejmu i wezwali do obrony kraju. W głosowaniu nad kredytami wojennymi SPD poparła rząd tłumacząc to chęcią obrony Niemiec przed barbarzyńską Rosją. Prawica socjaldemokratów zawarła sojusz z rządem i militarystami, w 1915 roku przedstawiciel prawicy SPD Georg von Vollmar przedstawił memoriał w którym domagał się zmian terytorialnych Niemiec kosztem carskiej Rosji.
Sojusz prawicy partii z rządem osłabł wraz z brakiem sukcesów wojskowych armii. W związku z wydatkami wojennymi, w kraju rozpoczął się kryzys. Dochodziło do strajków głodowych i demonstracji pacyfistycznych. Sytuacja w kraju przyczyniła się do radykalizacji partii – w połowie 1915 roku krytyczna wobec rządzącej w partii prawicy, frakcja rewolucyjno-lewicowa zorganizowała konferencję zimmerwaldzką. Kierownictwo SPD skrytykowali też centryści z Kautskym i Bernsteinem.

#### Rewolucja
Narastał konflikt wewnątrzpartyjny. Lewica partyjna snuła wizję wywołania w kraju rewolucji, natomiast centryści zażądali zawarcia pokoju bez kontrybucji i aneksji. Centryści i lewicowcy nawiązali ze sobą współpracę w ramach wspólnego frontu przeciwko kierownictwu partii, jednak już w styczniu 1916 roku lewica partii utworzyła odrębny Związek Spartakusa. W 1917 roku Związek przekształcił się w Niezależną Socjaldemokratyczną Partię Niemiec (USPD). USPD liczyła blisko 200 tysięcy członków. Większość partii z centrystami i prawicowymi działała pod nazwą Większościowa Socjaldemokratyczna Partia Niemiec (MPSD).
Po rosyjskiej rewolucji październikowej także i w Niemczech doszło do zrywów rewolucyjnych. Robotnicy organizowali akcje solidarnościowe z rewolucją rosyjską i wzywali do wywołania rewolucji w swoim kraju. Jako że sytuacja w Rosji doprowadziła do eliminacji jednego z rywali Niemiec, partyjni centryści i prawicowcy ponownie zaproponowali zawarcie pokoju i zakończenie wojny.
Związek Spartakusa wykorzystując korzystną sytuację międzynarodową zapoczątkował pierwsze akcje zbrojne, 3 listopada 1918 roku w Kilonii doszło do powstania marynarzy a wkrótce fala powstań wybuchła na całym pasie wybrzeża środkowego i północno-zachodniego. W ciągu tygodnia w całym kraju wybuchły rebelie robotników i zbuntowanych żołnierzy. Rewolucjoniści tworzyli rady delegatów robotniczych i żołnierskich. W radach większość mieli reformiści z MPSD i prawica USPD (Związek Spartakusa działał odrębnie od tejże partii).

### Pierwszy rząd SPD
Na przełomie 1918–1919 założona została Komunistyczna Partia Niemiec, która stała się głównym rywalem SPD. Po tych wydarzeniach przywódca MPSD Ebert stanął po stronie Rzeszy przeciwko komunistom, a partia przyjęła kurs antykomunistyczny. Po abdykacji cesarza w listopadzie 1918 liderem rządu rewolucyjnego wybrany został Ebert.
Na skutek zniszczeń i załamania gospodarki po I wojnie światowej Niemcy stanęły przed zagrożeniem głodem i anarchią. Rząd rewolucyjny centrowych i prawicowych socjaldemokratów opanował wrzenie rewolucyjne, czym ustrzegł przed najgorszymi skutkami wojny. Opanowano groźbę wybuchu głodu, a zmobilizowanym żołnierzom umożliwiono powrót do życia w cywilu. Zwiększono poziom płac, w wyborach parlamentarnych wprowadzono system proporcjonalny, wprowadzono przepisy dotyczące zasiłków dla bezrobotnych, tworzono nowe miejsca pracy oraz wprowadzono ubezpieczenia zdrowotne i emerytury.
W lutym 1918 roku wypracowano porozumienie pracowników z pracodawcami, w wyniku którego zapewniono całkowitą swobodę zrzeszania się i ośmiogodzinny dzień pracy. Rząd na wypadek kolejnych konfliktów na linii pracodawca-pracownicy prowadził politykę arbitrażu. W największych zakładach przemysłowych utworzono rady pracownicze, a na wsi tworzono pierwsze związki robotników rolnych. W tym samym roku wprowadzono świadczenia na wypadek bezrobocia dla wszystkich pracowników.
W Prusach, które stały się ostoją SPD, w 1918 roku wprowadzono prawo upoważniające władze lokalne do budowy małych mieszkań i budynków użyteczności publicznej. Podobne środki (m.in. dofinansowywanie budowy mieszkań) realizowane były w innych miejscach, w których władzę obejmowała SPD.

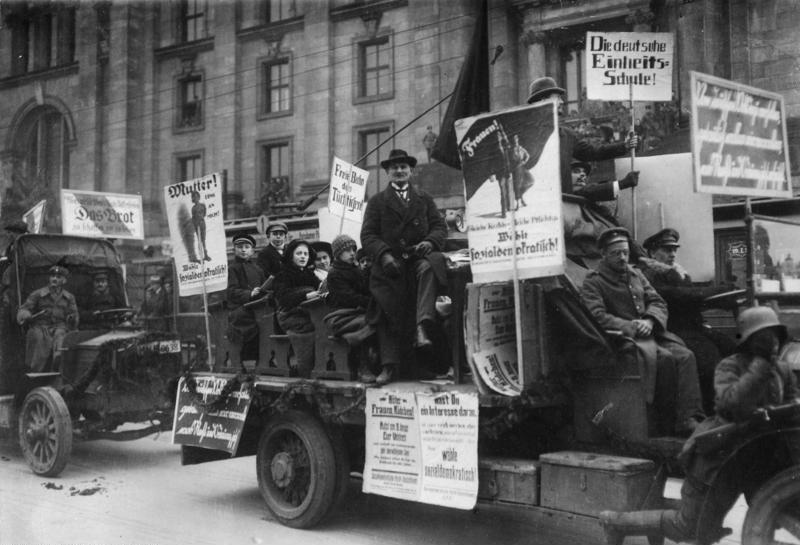
Aktywiści SPD w czasie kampanii wyborczej w 1919 roku

W styczniu, a następnie w kwietniu 1919, wybuchła rewolucja w Bawarii, gdzie utworzono rząd składający się z komunistów, anarchistów i lewicy socjaldemokratycznej.
W 1919 roku w parlamencie powstała nowa koalicja rządowa zwana koalicją weimarską. Skupiła ona wokół siebie oprócz Socjaldemokratycznej Partii Niemiec, również Partię Centrum oraz Niemiecką Partię Demokratyczną.
W początkowym okresie istnienia Republiki Weimarskiej SPD wdrożyła część swoich postulatów dotyczących polityki społecznej. Ponownie wprowadzono państwo opiekuńcze w stylu bismarkowskim, zapewniające ochronę socjalną bezrobotnym, emerytom i młodzieży. W lutym 1920 roku wprowadzono uchwałę, dającą pracownikom przemysłu prawo do współdecydowania z pracodawcami o sprawach zatrudnień i zwolnień oraz ustalania godzin pracy. Socjaldemokraci, oprócz utworzenia rad robotniczych, utworzyli rady regionalne i działające w obrębie przedsiębiorstw. Rząd przewidywał też utworzenie rad gospodarczych, w których pracodawcy i pracownicy mieliby decydować o gospodarce Niemiec.

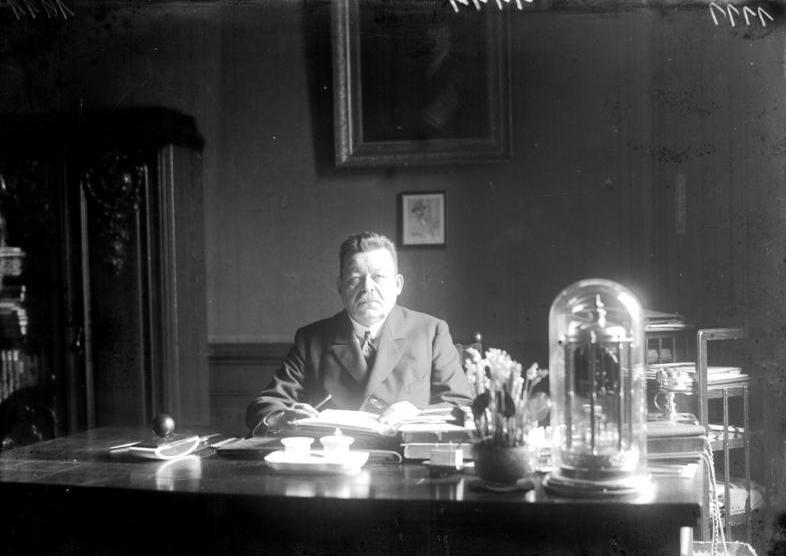
Friedrich Ebert, pierwsza socjalistyczna głowa państwa na świecie

W kwietniu 1920 wprowadzono ustawę o zatrudnieniu osób niepełnosprawnych, która zobowiązywała przedsiębiorstwa prywatne i publiczne zatrudniające więcej niż 20 pracowników do przyjmowania do pracy osoby poszkodowane w okresie wojny oraz osoby niepełnosprawne. W maju wprowadzono renty dla ofiar wojny, ustawa ta po raz pierwszy w historii niemieckiego ustawodawstwa społecznego przyznawała rentę wdowie. Ustawa gwarantowała pomoc w znalezieniu pracy kalekom do lat 18.
Socjaldemokraci wprowadzili ośmiogodzinny dzień pracy, a gminy, które znalazły się pod kontrolą SPD, rozszerzyły dostęp do edukacji i wprowadziły szkolenia pracownicze. W dziedzinie edukacji rząd wprowadził czteroletnią szkołę podstawową. W sferze edukacji ruszył program promocji edukacji dla dorosłych oraz kultury.
Koalicja socjaldemokratów i chadeków posiadała większość parlamentarną do wyborów z 1920 roku, w których to zwycięstwo odniosły siły centrolewicy – SPD i USPD. We wrześniu 1922 roku obie socjaldemokratyczne partie połączyły się, ponownie tworząc jedną SPD. Poprawiła się sytuacja polityczno-partyjna w Niemczech. SPD kontynuowała reformatorski w dziedzinach polityki socjalnej i prawa pracy kurs przyjęty przez MPSD. Przed zjednoczeniem partii rząd opanował inflację, a Niemcy wkroczyły w okres stabilizacji.
W tym okresie SPD działała w samorządach tysięcy miejscowości i gmin.
W 1923 roku zdławiono powstania lewicowych radykałów w Turyngii i Saksonii. W tym samym roku minister finansów z ramienia socjalistów, Rudolf Hilferding, przygotował plan stabilizacji niemieckiej waluty.
W 1924 roku SPD wycofała się z rządu.

### Republika Weimarska (1918–1933)
W okresie istnienia Republiki Weimarskiej socjaldemokraci utworzyli swoiste państwo w państwie – socjaldemokratyczni robotnicy korzystali z finansowanych przez partię szkół, bibliotek publicznych, tanich mieszkań czy basenów. Z SPD związane były Wolne Związki Zawodowe, których działania w latach 1924–1928 poskutkowały wywalczeniem podwyżek płac oraz zmniejszeniem różnić między pracownikami wykwalifikowanymi i niewykwalifikowanymi.
W 1925 roku na zjeździe w Heidelbergu uchwalono nowy program zasadniczy, w którym powrócono do ostrej krytyki kapitalizmu. W programie przedstawiono koncepcję „demokracji gospodarczej” będącej porozumieniem kapitału i państwa. Według nowego kursu partii zmiany w kierunku socjalizmu mogą odbyć się na gruncie instytucji demokratycznych istniejącego ustroju.
Po przyjęciu kursu reformatorskiego partia skupiła się na promowaniu programów społecznych. Od 1926 roku w rządzonych przez socjaldemokratyczne administracje miastach rozpoczął się proces powstania spółdzielni proletariackich.
Na zjeździe w Kilonii w 1927 roku podtrzymano tezy z 1925 roku dodając do nich koncepcje zorganizowanego kapitalizmu Rudolfa Hilferdinga. Teza ta uzyskała duże poparcie na łamach Międzynarodówki, dzięki czemu stała się niemal oficjalną doktryną organizacji. Koncepcje Hilferdinga odwoływały się do tezy Bernsteina o żywiołowym przerastaniu kapitalizmu w socjalizm. Według Hilferdinga kapitalizm monopolistyczny przezwyciężył kapitalizm konkurencyjny, a gospodarki narodowe zostały osłabione na skutek międzynarodowych monopoli. Dzięki powiązaniom gospodarki kapitalistycznej i państwa oraz dzięki demokracji gospodarczej i polityce ekonomicznej rządów budowanie socjalizmu miało się odbyć bez nacjonalizacji.
W 1928 roku SPD utworzyła swój drugi rząd. W celu budowy koalicji z prawicą (narodowi liberałowie) socjalistyczny kanclerz Hermann Müller został zmuszony do ustępstw w polityce ubezpieczeniowej i podatkowej. W 1930 roku na skutek wielkiego kryzysu rozpadł się rząd tworzony przez SPD i narodowych liberałów, a przez kolejne dwa lata istniały rządy mniejszościowe.

#### Walka z nazistami

Plakat SPD z 1932 roku ostrzegający Niemców przed NSDAP, napis głosi: Czy do tego dojdzie?

W obliczu wzrostu wpływów NSDAP, SPD zaktywizowała swoją organizacją paramilitarną Reichsbanner i ogłosiła, że przystąpi do akcji militarnej przeciwko nazistom, jeśli ci zaatakują republikę. W Reichsbanner reprezentowane były także inne stronnictwa demokratyczne – chadecka Niemiecka Partia Centrum i liberalna Niemiecka Partia Demokratyczna. W roku 1932 organizacja liczyła ok. 3 mln członków.
Na początku lat 30. XX w. doszło do wzrostu poparcia dla Adolfa Hitlera. 20 lipca 1932 roku socjaldemokratyczny rząd pruski w Berlinie na czele z Otto Braunem został obalony na drodze dekretu przez prezydenta Franza von Papena. 30 stycznia 1933 prezydent Paul von Hindenburg mianował Hitlera kanclerzem Niemiec. SPD była jedyną partią, która głosowała przeciwko nowemu kanclerzowi (KPD została już zdelegalizowana przez reżim, a tym samym jej parlamentarzyści zostali aresztowani, zabici lub wysłani na emigrację). W nowych, częściowo wolnych wyborach, które odbyły się 5 marca SPD otrzymała 18,25% poparcia i 120 mandaty.
Po wydaniu przez Hitlera dekretu po pożarze Reichstagu, który znosił wszystkie swobody konstytucyjne, parlament zatwierdził Ustawę o pełnomocnictwach (Ermächtigungsgesetz), która nadawała dodatkowe upoważnienia dla niemieckiego rządu i zawieszał swobody obywatelskie. Jedyną partią głosującą przeciwko ustawie była SPD. Na podstawie ustawy aresztowanych zostało kilku polityków SPD. 22 czerwca 1933 Hitler zakazał działalności SPD.

### Okres nazizmu (1933–1945)
Jako jedyna partia w Reichstagu, która głosowała przeciwko przyjęciu przez parlament Ustawy o pełnomocnictwach (przeciw głosowali też nieliczni parlamentarzyści KPD – partia ta była wówczas represjonowana a wielu jej działaczy zostało aresztowanych lub zabitych) SPD została zdelegalizowana latem 1933. Po wejściu w życie Ustawy o pełnomocnictwach część posłów SPD zostało aresztowanych lub wysłanych na wygnanie, a część pozostała w kraju i podjęła próby uspokojenia nazistów. Nieliczni socjaldemokraci pozostali w kraju głosowali za przyjęciem sprawozdania polityki zagranicznej z 19 maja, w którym rząd gwarantował wyrzeczenie się broni ofensywnej, jeśli inne kraje uczynią to samo. Parlamentarzyści ci zdystansowali się publicznie od socjaldemokratów za granicą. Polityka ta nie dała jednak żadnych efektów, a w przeciągu wiosny policja skonfiskowała gazety i mienie partii. Partia została zdelegalizowana w dniu 19 czerwca 1933 roku.

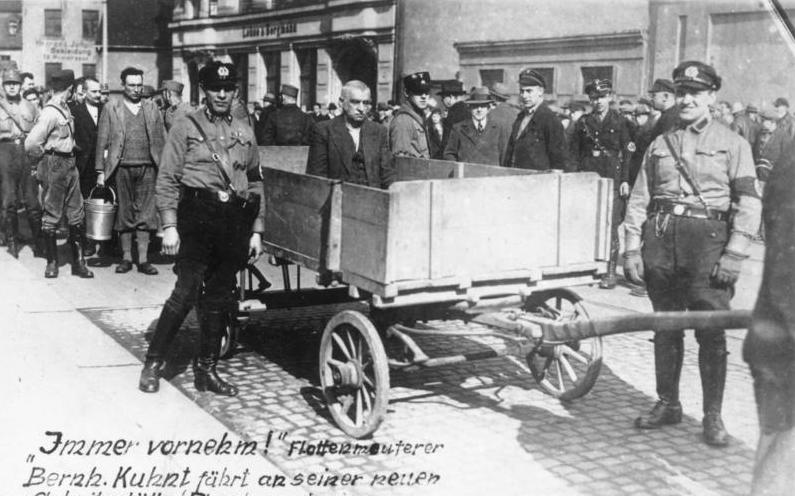
Szykanowany przez nazistów były socjaldemokratyczny burmistrz Oldenburga, Bernhard Kuhnt

Kilka dni po delegalizacji SPD z rozkazu Hitlera pozostałe partie demokratyczne same dokonały swojego rozwiązania. NSDAP stała się jedyną legalną partią polityczną w Niemczech. Wielu działaczy socjaldemokratycznych zostało osadzonych w nazistowskich obozach koncentracyjnych. Jako swoją pierwszą siedzibę na wygnaniu SPD wybrało Pragę. W 1934 roku partia wydała tzw. manifest praski. W deklaracji Zarząd SPD skrytykował działalność partii w okresie Republiki Weimarskiej i opowiedział się za jednoczeniem niemieckiego ruchu robotniczego i wspólną, zbrojną walką z reżimem. Po zwycięstwie nad nazistami w kraju miało dojść do zmian socjalistycznych, w tym uspołecznienia głównych środków produkcji i przejęcia przez lud „całej władzy politycznej w państwie”.
W latach 1935–1936 grupy SPD w Niemczech i za granicą próbowały organizować struktury podziemnego ruchu antyfaszystowskiego, prób tych zaniechano przed wojną na skutek ogromnych strat z rąk nazistowskiego aparatu terroru. Kierownictwo na emigracji i komórki partii w kraju prezentowały niekiedy odrębne stanowisko – na emigracji SPD konsekwentnie odcinała się od możliwej współpracy z KPD, natomiast w kraju w ramach ruchu oporu dochodziło do współpracy socjalistów i komunistów.
Po zaanektowaniu części Czech w 1938 roku partia na uchodźstwie przeniosła swoje władze do Paryża, a po ataku Hitlera na Francję w 1940 roku – do Londynu. Siedziby SPD znajdowały się również w Sztokholmie i w Nowym Jorku. Zaledwie w kilka dni po rozpoczęciu II wojny światowej, we wrześniu 1939, SPD na uchodźstwie zadeklarowała swoje poparcie dla aliantów w walce przeciwko nazistowskiemu rządowi.
Działając na uchodźstwie podczas II wojny światowej partia przyjęła nazwę SoPaDe.
W 1944 roku kilku członków partii wzięło udział w spisku antyhitlerowskim przygotowanym przez koła oficerskie.

### Po wojnie (1945–1949)
SPD została reaktywowana po zakończeniu II wojny światowej w 1946 roku i uznana za legalną partię we wszystkich czterech strefach okupacyjnych w podzielonych Niemczech. Odbudowa partii odbywała się w warunkach tworzonych przez mocarstwa zwycięskie nad hitlerowskimi Niemcami. Wytyczenie niemieckiego systemu politycznego związane było z denazyfikacją, dekartelizacją, demilitaryzacją i demokratyzacją. Istotny wpływ na odbudowę partii i jej kurs miało dość szybkie nasilenie stosunków zimnowojennych między USA a ZSRR. O ile Wielka Brytania przyłączyła się do USA, to Francja starała się zachować niezależność w konflikcie zimnowojennym. W tych warunkach na zachodzie kraju kierownictwo SPD obsadzone zostało działaczami antykomunistycznymi, zaliczanymi do prawicowego skrzydła partii. SPD wzmocniona została na skutek problemów w odbudowie konkurencyjnej KPD.
Ukształtowana pod wpływem swojego przewodniczącego – Kurta Schumachera – doktryna partii stawiała na pierwszym miejscu zjednoczenie Niemiec, zdecydowanie sprzeciwiała się zaakceptowaniu granicy na Odrze i Nysie Łużyckiej i, w przeciwieństwie do adenauerowskiej CDU, nie przewidywała zacieśniania stosunków z Zachodem, w szczególności pozostawała sceptyczna wobec niemieckiej obecności we Wspólnotach Europejskich oraz w Sojuszu Północnoatlantyckim.
Partia przyjęła kurs reformistyczny. Reformizm prezentowało hasło programowe „socjalizm na porządku dnia” mówiące o uspołecznienie środków produkcji i atakujące politykę mocarstw okupacyjnych. Hasło zakładało, iż kapitał niemiecki nie będzie w stanie odbudować gospodarki ze względu na skompromitowanie się współpracą z nazistami, stąd też proponowano utworzenie gospodarki typu socjalizmu demokratycznego. Równocześnie rezygnowano z marksistowskich tradycji partii.
Na zjazdach partii w 1946 w Hamburgu, 1947 w Norymberdze i 1948 r. w Düsseldorfie uchwalono postulaty uspołecznienia gospodarki i wprowadzenia elementów planowania przy zachowania kapitalizmu. Z roku na rok postulaty te jednak słabły.
Choć partia napotkała pewne przeszkody ze strony władz okupacyjnych, to odbudowa partii przeszła pomyślnie, w 1946 liczyła ona 600 tysięcy członków, dwa lata później już 845 tysięcy (choć w przeciągu kilku lat liczba działaczy ponownie spadła do 600 tysięcy). Partię odbudowali działacze z okresu międzywojennego. SPD obsadziła wiele stanowisk w gminach, magistratach, parlamentach i ministerstwach poszczególnych landów oraz w administracji okupacyjnej. SPD zajęła stanowiska m.in. w ministerstwach: gospodarki, MSW, odbudowy, edukacji. Działacze wywodzący się z SPD musieli jednak często realizować cele wyznaczane przez mocarstwa.
Partia określała się jako „konstruktywna opozycja”, duża część nowo przyjętych przepisów została przyjęta głosami lewicy. SPD odegrała znaczący udział w reformie systemu emerytalnego, integracji uchodźców i budowy mieszkań w sektorze publicznym. SPD miała duży wpływ na politykę sądową Adolfa Arndta i w walce o odszkodowania dla ofiar hitleryzmu. W 1951 roku, głosami SPD, CDU i FDP, przegłosowano prawo o „współdecydowaniu” pracowników sektora przemysłowego i górniczego.
W systemie organizacyjnym partii powrócono do wzorców z okresu Republiki Weimarskiej, przywrócono jako główne ogniwo terenowe struktury okręgów, które w powojennych latach nie pokrywały się już z podziałem administracyjnym. Okręgi zdobyły dużą samodzielność pod względem organizacyjnym, politycznym czy finansowym. Kierownictwo partii krytykowało jednak niektóre posunięcia organizacji lokalnych, tj. współpracę z KPD, która po wojnie na bazie współpracy antyfaszystowskiej była dość popularna. Jak się okazało, w warunkach zimnowojennych to socjaldemokracja poniosła główny ciężar walki z niemieckimi komunistami.
W 1948 roku odbył się zjazd SPD, na którym przedstawiano referat sprawozdawczy, według przedstawicieli partii, denazyfikacja w Niemczech zachodnich nie udała się . Mimo negatywnych ocen panującego systemu, SPD przystąpiła do pracy innych partii w przygotowania projektu konstytucji i poparła tworzenie RFN. Było to zgodne z doktryną „teorii magnetyzmu” opracowaną przez Schumachera – teoria zakładała, iż dzięki wstąpieniu do bloku zachodniego, Niemcy ponownie stały się siłą gospodarczą i polityczną. Według SPD, siła Niemiec zachodnich będzie oddziaływać na strefę okupacyjną ZSRR w ten sposób, że władze sowieckie zgodzą się na włączenie wschodu kraju do Niemiec zachodnich. Żądania włączenia Wschodu do RFN były na tyle ważne, iż we wschodniej części kraju partia socjaldemokratyczna mogła cieszyć się dużym poparciem społecznym.

#### W samorządach
SPD udało się przeforsować, przy poparciu komunistów, poprawki do konstytucji pozwalające na uspołecznienie w landach, tj. Brema, Dolna Saksonia, Nadrenia-Westfalia, Hesja.
W okresie powojennym partia była w stanie przejąć kontrolę nad wieloma samorządami, gdzie wdrażała progresywne reformy społeczne. Jak zauważył Manfred Smicht, landy kontrolowane przez SPD były bardziej aktywne w sferze socjalnej i przeznaczały więcej funduszy na edukację i zatrudnienie w sektorze publicznym, niż rządy landów znajdujących się pod kontrolą CDU/CSU.
W połowie lat 60., SPD kontrolowała landy, tj. Hesja, a w trzech miastach-landach partia rozpoczęła pierwsze eksperymenty ze szkołami powszechnymi jako środkiem do rozszerzenia możliwości edukacyjnych. Samorządy socjaldemokratów były również aktywne w przeprowadzeniu powojennego boomu mieszkaniowego w RFN, jedne z najlepszych wyników w budownictwie mieszkaniowym tego okresu udało się osiągnąć w kontrolowanych przez SPD – Hamburgu, Bremie i Zachodnim Berlinie.
W Bundestagu, SPD jako opozycja była częściowo odpowiedzialna za budowę w ramach administracji Adenauera powojennych struktur państwa opiekuńczego – centrolewica wywierała na CDU presję, w celu przeprowadzenia bardziej postępowych zmian w polityce socjalnej.

### Zwrot w prawo
W pierwszych powojennych wyborach do parlamentu SPD zdobyła 29,2%, co było wynikiem poniżej oczekiwań partii. Zwycięska CDU/CSU nie zaprosiła socjaldemokratów do rządu i objęła samodzielną władzę. W trakcie pobytu w opozycji, prawica narzuciła socjaldemokracji swój kurs – centrolewica popierała prawie wszystkie ustawy zgłaszane przez rząd, jednocześnie, jej krytyka remilitaryzacji, integracji z zachodem i chęci poprawy relacji obydwu państw niemieckich przyczyniła się do oskarżania socjaldemokracji przez prawicę o rzekomą chęć radykalnej zmiany systemu, bądź też obalenia państwa. Czynniki te przyczyniły się do osłabienia partii, które było szczególnie mocne po śmierci Schumachera w 1952 r. Kryzys ujawnił się w 1953 roku, gdy SPD zdobyła zaledwie 28,8% (co było najniższym wynikiem w okresie powojennym). Prawica partii oceniła porażkę jako winę historycznego charakteru partii i jej zbyt klasowo-marksistowskiego oblicza. Prawica partii, pod hasłami „wyrzucania balastu przeszłości za burtę”, domagała się całkowitego zerwania partii z tradycją robotniczą.
Prawica SPD domagała się oficjalnego potępienia marksizmu, zmian w aparacie kierowniczym itp. Za rządów Ericha Ollenhauera, uważanego za spadkobiercę Schumachera, centrum i lewica partii odparła ataki ze strony prawicy, jednakże zgodziła się na przyjęcie kursu prawicowego w wewnątrzpartyjnej dyskusji. Wewnątrzpartyjna dyskusja doprowadziła do wykrystalizowania się grup wewnątrzpartyjnych. Silną pozycję zajęła tzw. frakcja burmistrzów, na czele z burmistrzem Hamburga, Maksem Bauerem, Wilhelmem Kaisenem, burmistrzem i premierem Bremy, a także z Ernstem Reuterem – burmistrzem i premierem Berlina Zachodniego. Frakcja burmistrzów opowiedziała się za akceptacją polityki wewnętrznej i zagranicznej CDU, w tym remilitaryzacji, postulatu aneksji NRD oraz planów integracji z Europą zachodnią. Frakcja poparła też kroki zmierzające do zawarcia koalicji z partiami prawicy, co miało na cele powstrzymanie „zagrożenia ze Wschodu”.
Niespodziewany zwrot w prawo spowodował utratę blisko 300 tysięcy członków partii.
W toku dyskusji w partii, ujawnił się nurt socjalizmu etycznego (nurt ten pojawił się jeszcze w Republice Weimarskiej, reprezentowali go wówczas m.in. Carlo Schmid, Gerhard Weisser i Willy Eichler). Zwolennicy tegoż nurtu wystąpili już na konferencji ideowej w Ziegenhain w 1947 roku. Przedstawiciele tego nurtu głosili poglądy w duchu egzystencjalizmu i neokantyzmu. Zwolennicy tegoż nurtu przedstawiali swoje poglądy na łamach gazet regionalnych, tj. berlińskie „Das sozialisische Jahrhundert”. Socjalistom etycznym po raz pierwszy w latach 50. udało się opanować kierownictwo partii. W 1954 roku opanowana przez etycznych socjalistów komisja partii dostała zadanie utworzenia nowego programu partii. Rozpoczęło to etap trwającej do 1960 ewolucji SPD w prawą stronę.
Koła prawicy oraz po części centrum i lewicy, reprezentowane przez działaczy, tj. Herbert Wehner, Willy Brandt i Helmut Schmidt, domagały się reorganizacji organów partii i wzmocnienia głównych ogniw terenowych. Zdaniem przedstawicieli tych frakcji, ważna była też zmiana metod działania partii w parlamencie i w trakcie wyborów. Chodziło głównie o przekształcenie socjaldemokracji z partii robotniczej w „partię ludową” – czyli partię, która miała „przestać być reprezentantem określonej klasy społecznej”.
Tradycyjnego programu partii o charakterze reformistycznym broniła lewica partyjna. Na pierwszym miejscu lewica postawiła krytykę kapitalizmu i postulat socjalizacji środków produkcji. Koła lewicowe popularność zdobyły zwłaszcza w Hesji południowej, Zagłębiu Ruhry i Hamburgu oraz pozostałych ośrodkach robotniczych. Lewica za swoje zadanie uznała agitację antykapitalistyczną pośród robotników oraz udział w kampaniach społecznych, tj. Ohne mich! (ruch przeciw remilitaryzacji) oraz w kampanii na rzecz jedności Niemiec. Lewica nie wykazała tendencji do wyodrębniania się frakcyjności, ani nie dążyła do opanowania aparatu partii. Lewica partii zmobilizowała się dopiero w okresie kryzysu partii w latach 50., gdy doszło do napięć związanych z militaryzacją.
Lewica skupiła się wokół gazet regionalnych oraz ogólnokrajowej „Die Andere Zeitung”. Redaktorzy oraz wydawcy – Gottschalk i Gleißberg, którzy opuścili centralny organ partii „Vorwärts”, wraz z lewicowcami, tj. Victor Agartz czy profesor Wolfgang Abendroth, zmierzali do utworzenia nowej partii socjalistycznej o charakterze lewicowym. Plan nie powiódł się, a po delegalizacji KPD w 1956, lewica partii padła ofiarą czystki wewnątrzpartyjnej – władze ugrupowania uznały przedstawicieli skrzydeł lewicowych za „zamaskowanych komunistów”, ponadto skrzydło lewicowe ucierpiało na skutek represji ze strony aparatu policji.
W latach 50. i na początku lat 60. z partii wydalono około 700 działaczy lewicy partyjnej. Wraz z latami 60. lewica partyjna tłumnie wstępowała do grup, tj. Niemiecka Unia Pokoju, czy w przypadku młodzieży do grup, tj. Socjalistyczny Związek Studentów (który został przez to usunięty z szeregu organizacji SPD).
Centryści w większości opowiedzieli się za zmianami proponowanymi przez socjalistów etycznych, starali się jednak zahamować tempo zachodzących w partii zmian. Na skutek takich działań centrystów, komisja programowana pierwszy roboczy projekt programu opracowała dopiero w 1958. Czołową rolę w centrum sprawował Ollenhauer, którego początkowo prawica chciała się pozbyć z kierownictwa, ostatecznie jednak prawica pozyskała jego poparcie i w 1958 przy jego pomocy zreorganizowano kierownictwo partyjne. Po zjeździe w Stuttgarcie w skład kierownictwa weszli m.in. Carlo Schmid, Herbert Wehner i Fritz Erler. Zarząd utworzył Prezydium, do którego dołączyła dwójka działaczy z dawnego kierownictwa, byli to A. Nau i M. Schantzenbach. Utworzenie Prezydium umożliwiło prawicy partii przejęcie w SPD pełni władzy i realizację własnych celów. W 1959 roku partia uchwaliła program godesberski, w którym opowiedziano się za członkostwem w NATO, Europejskiej Wspólnocie Gospodarczej, remilitaryzacją czy rozwiązaniem „problemu niemieckiego”.
Nowe stanowisko w parlamencie przedstawił w lecie 1960 roku H. Wehner. W swoim przemówieniu dał on wyraz poparcia dla rządu CDU i dał CDU do zrozumienia, że socjaldemokracja będzie dążyć do współpracy z rządem.

### Socjaldemokraci w Niemieckiej Republice Demokratycznej (1949–1989)
W strefie radzieckiej, która w 1949 roku przekształciła się w Niemiecką Republikę Demokratyczną, SPD połączyła się z Komunistyczną Partią Niemiec, tworząc w ten sposób Niemiecką Socjalistyczną Partię Jedności (SED) w 1946 roku, która niepodzielnie rządziła w NRD niemal do końca istnienia tego państwa. W czasie Jesieni Ludów i upadku systemu komunistycznego w 1989 roku, wschodnioniemiecka SPD na nowo ugruntowała się i odseparowała od partii komunistycznej (od 1989 roku jako Partia Socjaldemokratyczna), aby później zjednoczyć się z zachodnioniemiecką SPD.

### Okres lat 60.

Logo SPD z końca lat 60.

Mimo uchwalenia programu godesberskiego, stanowiącego odwrót od resztek marksistowskich elementów programowych partii, SPD pozostała na najbliższe lata partią robotniczą. Niewielka część zwykłych członków partii miała wyobrażenie o teorii „partii ludowej”, deklarowanej przez centrystyczne kierownictwo. Polityka ta nie zmieniła nawet negatywnego stosunku prawicy względem socjaldemokracji – w propagandzie rządowej i prasie obecny był slogan z kampanii wyborczej SPD z 1953 roku, wieszczący „zagładę Niemiec” na wypadek zwycięstwa centrolewicy. Aby zlikwidować izolację, w 1962 roku socjaldemokraci zaoferowali udział w rządzie CDU, ich oferta została jednak odrzucona, choć kierownictwo CDU ze względu na wewnątrzpartyjne zgrzyty coraz chętniej patrzyło na możliwość koalicji z dotychczasowym rywalem.
W 1964 roku partia poparła kandydaturę na prezydenta reprezentanta prawicowego skrzydła chadecji, Heinricha Lübkego.
Czołowi politycy SPD w latach 60.: Herbert Wehner i Willy Brandt przewartościowali politykę zagraniczną socjaldemokratów. Partia zaakceptowała istnienie państwa wschodnioniemieckiego, członkostwo RFN w NATO i opowiedziała się za zainicjowaniem współpracy z państwami obozu komunistycznego. W 1963 roku Egon Bahr i Brandt przedstawili hasło „zmiany przez zbliżenie” polegające na przekonywaniu opinii publicznej zachodnich Niemiec do osiągnięcia zimnowojennego statusu quo.

#### Uczestnictwo w koalicji z prawicą
Pod koniec roku 1966, na skutek dymisji kanclerza Ludwiga Erharda, socjaldemokracja zasiliła koalicję rządową z CDU/CSU. Po raz pierwszy od 1928 roku partia socjaldemokratyczna wprowadziła swoich członków do gabinetu niemieckiego. Kanclerzem federalnym i przywódcą koalicji został wówczas chadecki polityk Kurt Georg Kiesinger. Ministrowie lewicy przyczynili się do przezwyciężenia gospodarczej recesji na drodze wspierania kapitału. Politycy socjaldemokracji nie uczestniczący w pracach rządu opracowali szereg projektów reform, tj. demokratyzacji stosunków socjalnych, modernizacji aparatu państwowego, czy rozbudowy świadczeń społecznych. Wiele z tych propozycji wykroczyło poza program koalicji. W 1968 roku ukazały się Perspektywy SPD u progu lat siedemdziesiątych. Uczestnictwo SPD w rządzie przyczyniło się do wzrostu poparcia dla partii.
Stanowisko ministra spraw zagranicznych objął lider partii, Brandt. W okresie jego rządów Niemcy Zachodnie otworzyły się na współpracę z blokiem wschodnim.
Negatywnie przystąpienie do rządu z prawicą oceniła młodzież partii. Krytyce uległa zwłaszcza postawa rządu względem amerykańskiej interwencji wojskowej w Wietnamie. Aby nie doprowadzić do radykalizacji partyjnej młodzieży, kierownictwo partii zorganizowało debatę wewnątrz organizacji Młodych Socjalistów – Juso (liczyła ona wówczas 300 tysięcy członków). Mimo starań kierownictwa, radykalizacja nastrojów partyjnych była nieunikniona. Lata 60. stanowiły okres czasowego zastoju w „dezideologizacji” partii i były czasem nasilenia się działalności frakcji oraz konfliktów między nimi.
W wyborach w 1969 roku partia socjaldemokratyczna zdobyła 42,7%, co umożliwiło partii utworzenie rządu pod swoim kierownictwem.

### Rządy socjaldemokratów – Brandt i Schmidt (1969–1982)

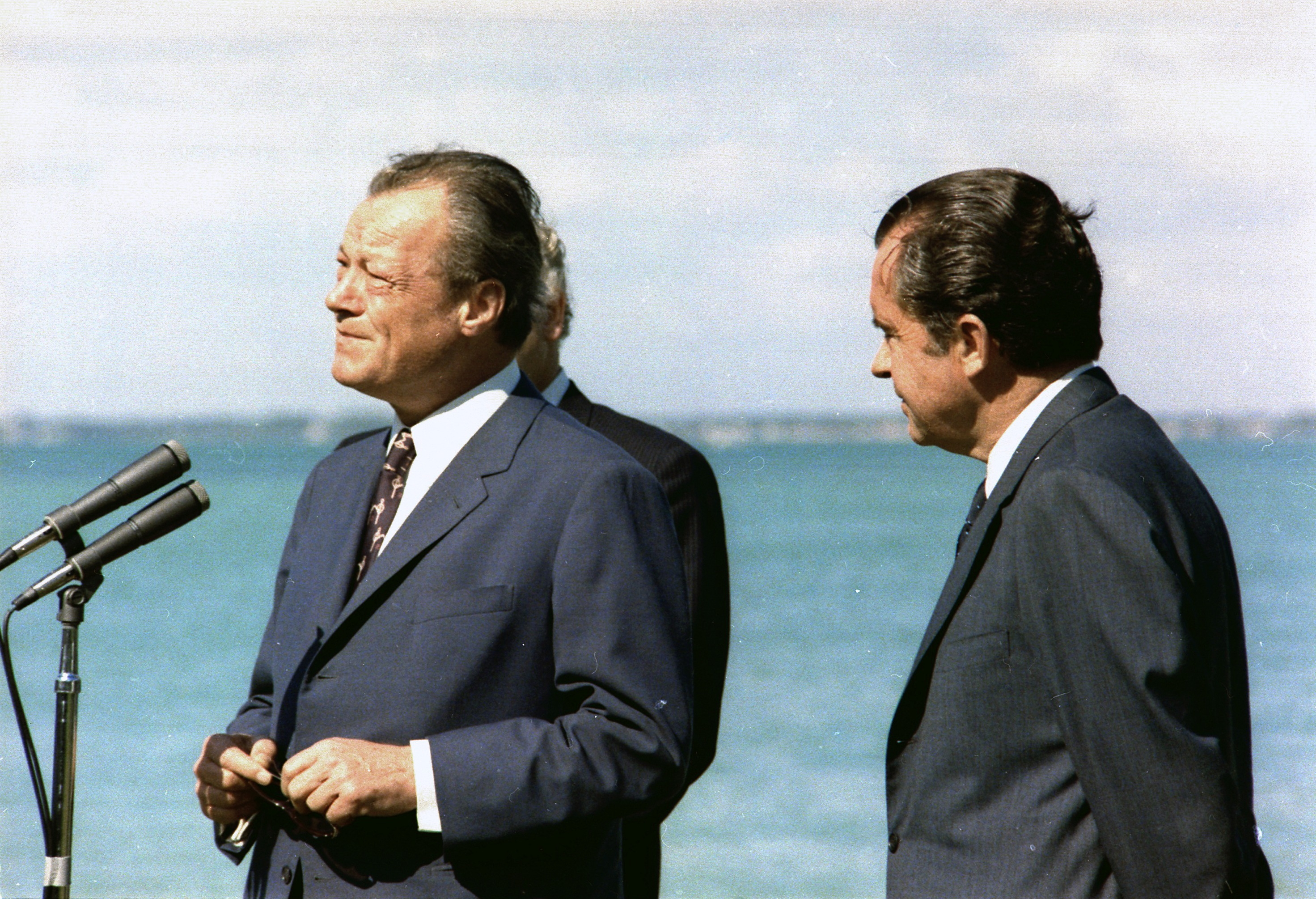
Willy Brandt i Richard Nixon

Z wynikiem 42,7% głosów poparcia, SPD zwyciężyła wybory z 1969 r. i była w stanie utworzyć koalicję rządową z Wolną Partią Demokratyczną (FDP). Na czele tak powstałego rządu i koalicji socjalliberalnej stanął były wicekanclerz Willy Brandt.
Partia początkowo gotowa do przeprowadzania wielkich reform gospodarczych szybko podupadła na duchu dzięki spadającym sondażom poparcia. Na początku pierwszej kadencji, błyskawicznie uzyskała poparcie związków zawodowych, co było oznaką zaufania pracowników do nowej ekipy rządzącej. W tym czasie kanclerz Brandt zerwał z doktryną Hallsteina i kontynuował swoją politykę wschodnią (Ostpolitik), której zresztą towarzyszyło poparcie w społeczeństwie niemieckim. 12 grudnia 1970 zawarł układ o normalizacji stosunków między RFN a Związkiem Radzieckim (wyrzeczenie się siły oraz uznanie granic państw europejskich) oraz 7 grudnia z Polską (uznana została zachodnia granica Polski). 21 grudnia 1972 rząd Brandta uznał istnienie Niemieckiej Republiki Demokratycznej.

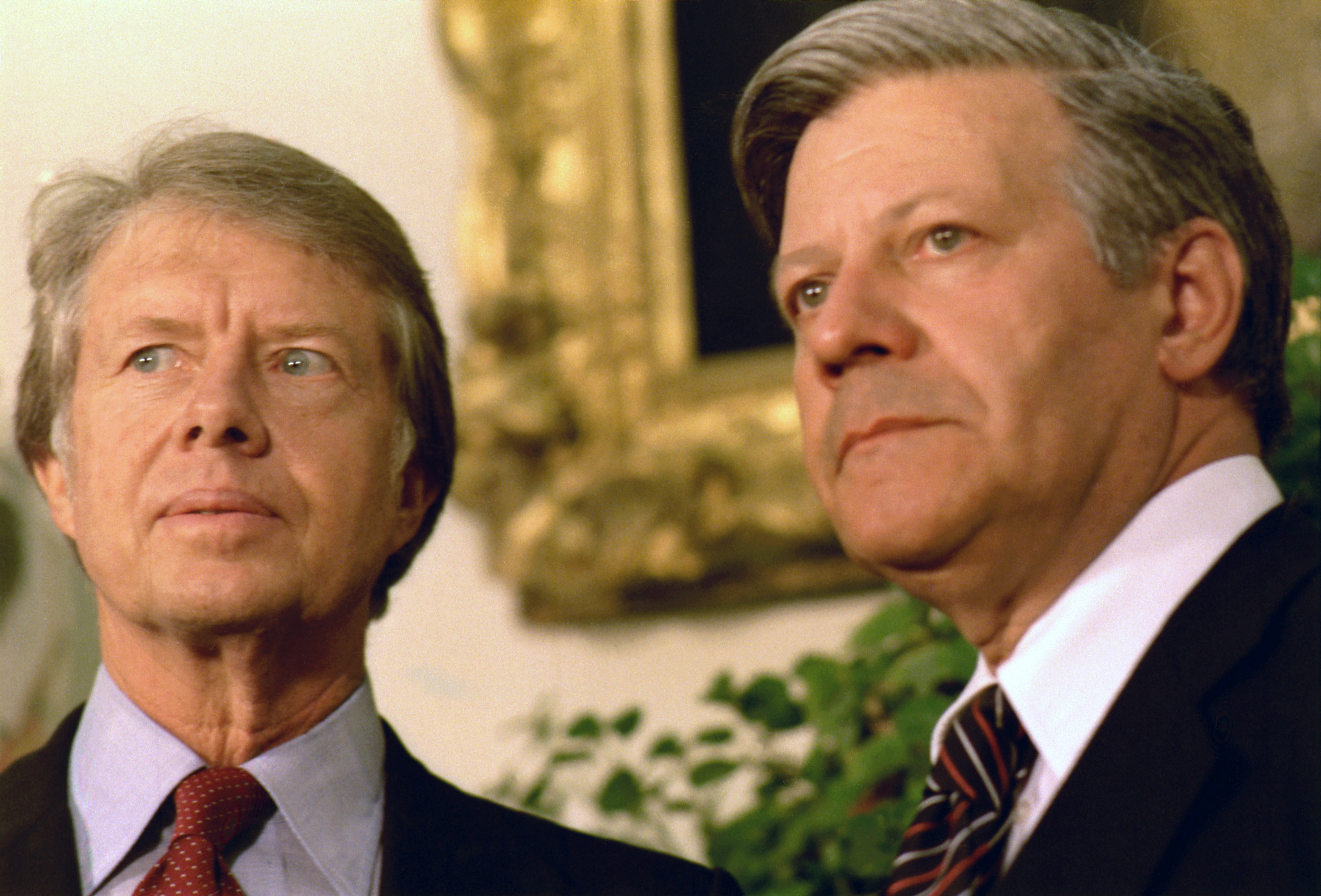
Jimmy Carter i Helmut Schmidt

Stary rząd z nowym przywódcą socjaldemokratycznym nie potrafił poradzić sobie z borykającymi się problemami. Schmidt poradził sobie jednak z przestępczością, powołał do życia specjalne jednostki antyterrorystyczne oraz zaostrzył kary zawarte w kodeksie karnym i postępowania karnego. Jedną z reform był zakaz zatrudniania w instytucjach państwowych „osób nielojalnych wobec konstytucji” – a więc przede wszystkim działaczy partii komunistycznej i lewicowych socjaldemokratów. Zmiany uderzające w radykalną lewicę przyniosły kierownictwu partii duże straty polityczne i jednocześnie nie zadowoliły opozycyjnej prawicy. CDU domagała się rezygnacji z polityki wschodniej Brandta, akcja opozycji zmierzała do obalenia rządu, przy czym posłużono się nawet przekupywaniem posłów koalicji.
W wyborach przedterminowych w 1972 roku rząd socjalliberałów zachował władzę. Wybory zakończyły się również uzyskaniem przez SPD przewagi głosów nad CDU/CSU, co było pierwszym takim przypadkiem w historii kraju (SPD zdobyła 45,8%, podczas gdy chadecy 44,9%).
Sytuację w 1973 roku na niekorzyść SPD zmienił kryzys gospodarczy wywołany polityką naftową państw arabskich i niemieckimi trudnościami energetycznymi. Gdy w 1974 roku ujawniona została afera szpiegowska, w której główną rolę odgrywał osobisty sekretarz kanclerza Willy’ego Brandta – sam szef rządu ustąpił ze stanowiska. Partia delegowała na urząd kanclerski Helmuta Schmidta.
Jednocześnie rząd wprowadzał w życie szereg ustaw prorodzinnych i prosocjalnych: zmieniono system emerytalno-rentowy, przeprowadzono reformy prawa małżeńskiego, młodocianych oraz reformy edukacji i szkolnictwa.
Brak zdecydowanych reform przyczynił się do tarć w partii. Partia podzieliła się na obrońców dotychczasowego prawicowo-reformistycznego kursu partii i zwolenników teorii Stamokap. Aby zatrzymać spór ideologiczny, w 1970 roku powołano komisję opracowującą nowy program partii, w 1972 roku przedstawiono pierwszy projekt Ramy orientacyjne 1975. Program został skrytykowany przez wiele środowisk partyjnych, ze względu na to program zmodyfikowano i pod nazwą Ramy orientacyjne 1985 (OR-85) przedstawiono go na zjeździe w Mannheim z 1975 roku. Nowy program zawierał projekty reform, tj. uspołecznienie niektórych banków, monopoli czy koncernów.
FDP zerwało koalicję i zawarło sojusz z CDU. Odwołano kanclerza Schmidta, a parlament zatwierdził kandydata CDU – Helmuta Kohla na jego stanowisko.

### Ponowna opozycja (1982–1998)

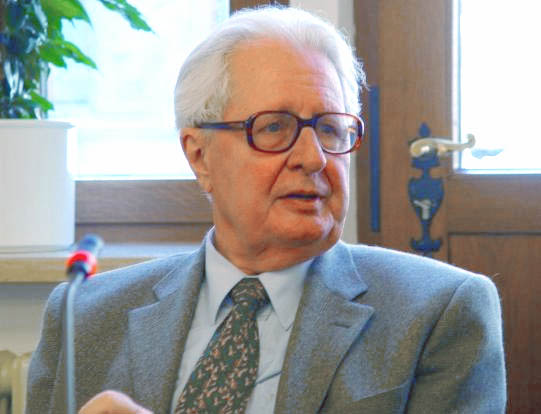
Kandydat SPD na kanclerza: H.J. Vogel

Po uchwaleniu wotum nieufności dla kanclerza Helmuta Schmidta, FDP wraz z Unią Chrześcijańsko-Demokratyczną wspólnie wystawiły kandydaturę Helmuta Kohla na stanowiska nowego szefa rządu. Po szesnastu latach (trzy lata w wielkiej koalicji) socjaldemokraci przeszli do opozycji.
W kolejnych wyborach do Bundestagu w 1983 i 1987 roku, partia wystawiła odpowiednio kandydatury Hansa-Jochena Vogela i Johannesa Raua na stanowisko kanclerza rządu federalnego, jednak bez pozytywnych rezultatów. W 1983 roku SPD zdobyła 38,2%, wygrywając co prawda wybory, jednak nie była w stanie stworzyć wspólnej większości z inną bliską jej partią. Natomiast w 1987 roku zdobyła 37%.
7 października 1989 w Schwante koło Berlina utworzona została Socjalistyczna Partia NRD (SDP), która odseparowała się od komunistycznej wschodnioniemieckiej partii SED. Na zjednoczonym konwencie partii w dniach 26–27 września 1990 SDP postanowiła przyłączyć się do zachodnioniemieckiej SPD. Dzięki temu, socjaldemokraci odzyskali swój grunt w państwie wschodnioniemieckim, które później zostało przyłączone do RFN. Wśród założycieli SDP byli między innymi: Angelika Barbe, Martin Gutzeit, Markus Meckel, Stephan Hilsberg oraz Ibrahim Böhme.
Do pierwszych po wojnie wyborów w zjednoczonych Niemczech w 1990 roku, SPD szła z nowym liderem, którym był Oskar Lafontaine. Socjaldemokraci ponownie doznali przegranej, podobnie jak w 1994 roku, kiedy partią kierował Rudolf Scharping.

### Koalicja czerwono-zielona – Schröder (1998–2005)

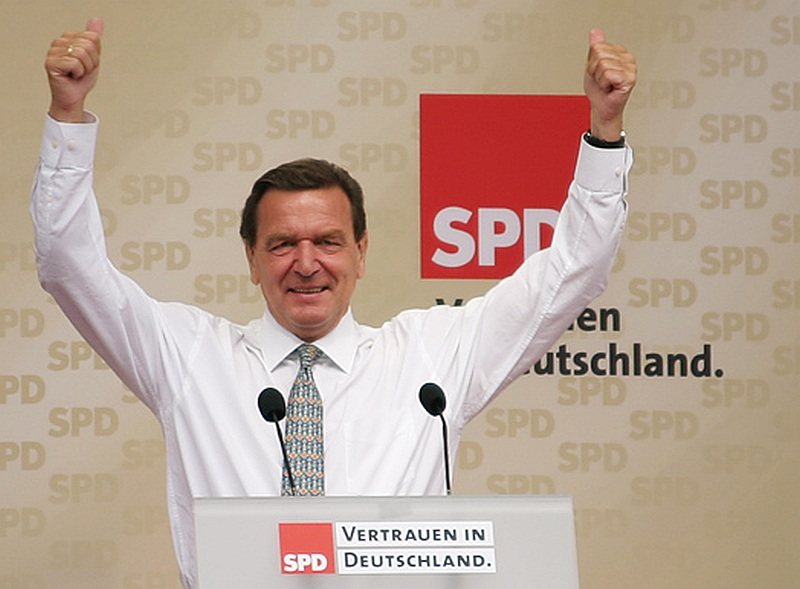
Gerhard Schröder w Monachium, 2005

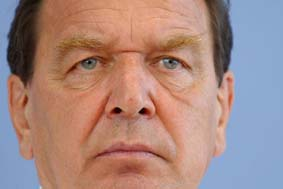
Kanclerz Schröder

W 1998 roku SPD wygrała wybory pod przewodnictwem Gerharda Schrödera i była w stanie utworzyć rząd z Partią Zielonych, po raz pierwszy od szesnastu lat. Wówczas w wyborach SPD uzyskała 40,9% głosów poparcia. Dodatkowo silną władzę w Berlinie wspierały lokalne rządy w landach przemysłowych, w których koalicja SPD z innymi partiami stanowiła większość.
Oskar Lafontaine został wybrany przewodniczącym partii w listopadzie 1995 roku i był pewnym kandydatem na urząd kanclerza Niemiec w nadchodzących wyborach. Lokalne wybory w Dolnej Saksonii ponownie wygrał tamtejszy premier Gerhard Schröder. Po zwycięstwie wyborczym, Lafontaine został członkiem rządu kanclerza Schrödera w randze ministra finansów. Rywalizacja dwóch liderów partii wzmogła się w marcu 1999 r., kiedy to Lafontaine zrezygnował ze wszystkich funkcji rządowych i partyjnych. Pozostając początkowo milczącym na temat przyczyn rezygnacji, Laftontaine później zaczął krytykować neoliberalny i antysocjalny rząd kanclerza Schrödera. Po rezygnacji Lafontaine’a, kierownictwo partią objął Gerhard Schröder.
W kolejnych wyborach parlamentarnych we wrześniu 2002 roku SPD uzyskała wynik 38,5%, wyprzedzając koalicję CDU/CSU. Po raz drugi z rzędu była w stanie stworzyć rząd koalicyjny z Partią Zielonych. Wybory do Parlamentu Europejskiego w 2004 roku były już dla SPD katastrofą, partia uzyskała w nich najgorszy wynik od czasu zakończenia II wojny światowej otrzymując zaledwie 21,5% poparcia. Wcześniej w tym samym roku, Gerhard Schröder zrzekł się stanowiska przewodniczącego SPD, a jego miejsce zajął Franz Müntefering. Kanclerz swoją dymisję tłumaczył skupieniem się na sprawach gospodarki federalnej, jednak uważa się, iż zmiana była konieczna ze względu na słabnące poparcie dla socjaldemokratów.
Od kilkunastu lat liczba członków SPD malała. W 1976 roku ich liczba wynosiła ponad milion, w 1998 w roku wyborczego zwycięstwa SPD liczyła około 775 000 członków, a już w sierpniu 2003, kiedy poparcie zaczęło maleć liczba aktywistów SPD spadła do 663 000. W styczniu 2005 roku niektórzy członkowie SPD opuścili szeregi partii, aby przejść do nowo powstałej lewicowej partii Alternatywa Wyborcza Praca i Sprawiedliwość Społeczna (WASG) – opozycyjnej wobec SPD. W czerwcu do WASG przeszedł również były przewodniczący SPD Oskar Lafontaine. Stał się on sztandarową postacią partii w Nadrenii Północnej-Westfalii (później WASG oraz postkomunistyczna Partia Demokratycznego Socjalizmu połączyły się tworząc lewicową partię Die Linkspartei). Ta sytuacja spowodowała presję na SPD, w celu zmiany swojego socjaldemokratycznego image.
W kwietniu 2005 roku przewodniczący partii Franz Müntefering publicznie skrytykował nadmierne oszczędzanie i zaapelował o wzrost wydatków publicznych na kształcenie i badania naukowe, czemu ostro sprzeciwił się federalny minister finansów Hans Eichel. Müntefering w tym samym rozpoczął narodową debatę na temat wydatków i budżetu Niemiec, w której głos zabrała również opozycja.
W wyborach parlamentarnych w 2005 roku, SPD uzyskała 34,2% głosów, zaledwie 1% mniej od koalicji konserwatywnej CDU/CSU. Największą stratę SPD zanotowała we wschodnioniemieckich krajach związkowych, gdzie część elektoratu oddała głos na nową partię lewicy Die Linkspartei. Schröder pomimo niechęci podał się do dymisji i usunął się z życia politycznego. Po długich i kłopotliwych negocjacjach SPD zawarła koalicję z połączonymi siłami CDU/CSU tworząc drugą wielką koalicję po II wojnie światowej.

### Druga wielka koalicja (2005–2009)

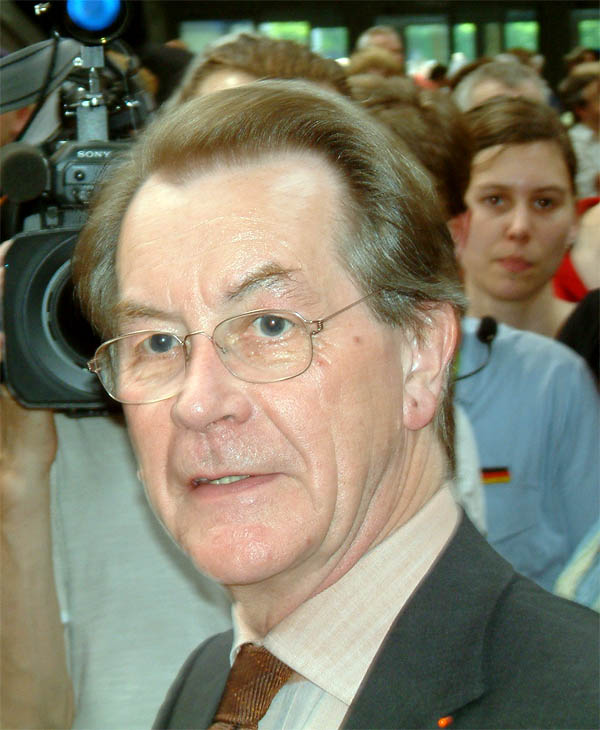
Franz Müntefering – wicekanclerz i minister pracy

W rządzie niemieckim 2005–2009, SPD pełniło rolę mniejszego partnera w wielkiej koalicji, której przewodził sojusz partii ludowo-chadeckich CDU/CSU pod kierownictwem kanclerz Angeli Merkel i wicekanclerzem Franzem Münteferingiem. W gabinecie Merkel, SPD otrzymała osiem ministerstw, w tym między innymi stanowisko ministra spraw zagranicznych, finansów i sprawiedliwości (zobacz Rząd Angeli Merkel).
Müntefering pozostał na stanowisku wicekanclerza, pomimo swojej rezygnacji z funkcji przewodniczącego partii SPD. Jego miejsce zajął wówczas premier kraju związkowego Brandenburgia Matthias Platzeck. Decyzja Münteferinga została ogłoszona po wyborze Andrei Nahles z lewicowego skrzydła partii na stanowisko sekretarza generalnego partii, pomimo startu w wyborach kandydata zgłoszonego przez Münteferinga. 10 kwietnia 2006 Matthias Platzeck zgłosił swoją rezygnację ze stanowiska przewodniczącego. Oficjalnym powodem dymisji był stan zdrowia lidera partii (zapowiedź swojej rezygnacji Platzeck ogłosił już w marcu 2006 roku). Tymczasowe kierownictwo partią do 14 maja 2006 objął Kurt Beck – premier kraju związkowego Nadrenia-Palatynat. 14 maja 2006 na konwencie partyjnym SPD Beck został oficjalnie wybrany nowym przewodniczącym partii. Zrezygnował z funkcji 7 września 2008 roku.

### W opozycji (2009–2013)
W wyborach parlamentarnych, które odbyły się 27 września 2009 roku, SPD uzyskało 23,0% głosów. Możliwa zatem stała się koalicja CDU/CSU z liberalną FDP. Lider partii Franz Müntefering zapowiedział złożenie dymisji na kongresie partii w listopadzie 2009 roku. Na jego następcę wybrano byłego federalnego ministra środowiska Sigmara Gabriela, natomiast sekretarzem generalnym została była zastępczyni przewodniczącego partii Andrea Nahles. Do dymisji podali się również zastępcy przewodniczącego partii: były minister finansów Peer Steinbrück oraz minister obrony narodowej Frank-Walter Steinmeier, który dwa dni po wyborach objął stanowisko przewodniczącego frakcji SPD w Bundestagu.
W kolejnych latach SPD zwyciężyła w kilku lokalnych wyborach. W Nadrenii Północnej-Westtfalii oraz w Hamburgu rządy objęli Hannelore Kraft oraz Olaf Scholz zastępując polityków CDU. W Badenii-Wirtembergii SPD wraz z partią Zielonych odsunęli rządzących od 1953 roku chadeków.

### Trzecia wielka koalicja (od 2013)
We wrześniu 2013 r. CDU po raz trzeci z rzędu wygrała wybory parlamentarne. Chadecy nie mogli utworzyć jednak rządu w związku z wyborczą porażką jej koalicjanta, FDP (partia ta po raz pierwszy w historii nie dostała się do niemieckiego parlamentu). Dlatego też SPD zawarła umowę koalicyjną, na mocy której członkowie tej partii otrzymali 8 z 16 tek ministerialnych, a jej przewodniczący Sigmar Gabriel objął urząd wicekanclerza.
W styczniu 2017 roku ogłoszono, że kandydatem SPD na kanclerza w 2017 roku będzie były przewodniczący Parlamentu Europejskiego Martin Schulz, co spowodowało w ciągu kilku tygodni skokowy wzrost poparcia w sondażach dla SPD. 19 marca 2017 nadzwyczajny zjazd partii w Berlinie wybrał Schulza na przewodniczącego partii z poparciem 100% delegatów.
W wyborach w roku 2017 SPD przegrało wybory parlamentarne z CDU. Martin Schulz ogłosił zakończenie współpracy z klubem CDU/CSU i przejście do opozycji.
22 kwietnia 2018 na nadzwyczajnym zjeździe SPD odbywającym się w Wiesbaden decyzją delegatów na przewodniczącą partii została wybrana Andrea Nahles.
3 czerwca 2019 Andrea Nahles ustąpiła z tej funkcji po słabym wyniku partii w wyborach europejskich w maju 2019. Została zastąpiona przez trójkę wyznaczonych komisarzy: Malu Dreyer, Manuele Schwesig i Thorstena Schäfer-Gümbel, pełnili oni obowiązki do wyborów przewodniczącego w grudniu 2019.
6 grudnia 2019 Saskia Esken i Norbert Walter-Borjans zostali wybrani na przewodniczących partii.

## Polityka międzynarodowa

### Pokojowe współistnienie
Po II wojnie światowej SPD włączyła się do kształtowania zimnowojennej polityki Niemiec Zachodnich. Kurs obrany przez SPD dyktowała nastawiona antykomunistycznie prawica partii.
Polityka ta zmieniła się na skutek rozpadu politycznej jedności Niemiec i podziału kraju na dwie części (we wschodniej SPD mogła cieszyć się największym poparciem).
W latach 50. wśród kierownictwa partii, a nawet najbardziej antykomunistycznych działaczy pojawiły się tendencje mające potwierdzać tezę iż do rozwiązania problemu Niemiec nie dojdzie bez ówczesnego zapewnienia Europie idei bezpieczeństwa zbiorowego. Partia entuzjastycznie przyjęła inicjatywy pokojowe, tj. plan Rapackiego, a także przedstawiła własne plany – Erlera i Ollenhauera. Plany SPD nie znalazły poparcia po obu stronach żelazny kurtyny ze względu m.in. na brak poparcia dla państwowości NRD ze strony socjaldemokratów niemieckich.
W latach 60. SPD przedstawiła koncepcję nowej polityki wschodniej. Gdy w 1966 roku SPD zawiązała koalicję z CDU, aprobowała ona zmiany wobec polityki z państwami demokracji ludowej. W latach 1970–1973 rząd koalicyjny podpisał umowę dwustronną o normalizacji stosunków z ZSRR, NRD, Polską, a także kilkoma innymi krajami bloku wschodniego, a RFN zgodziła się uznań powojenny kształt terytorialny Europy.
Od lat 60. w deklaracjach przywódców SPD coraz częściej pojawiały się deklaracje uznania winy Niemiec za wywołanie i skutki II wojny światowej. Jak stwierdził Willy Brandt – „Powiedzieliśmy narodom Europy wschodniej że nie myślimy o tym, ażeby rozpoczętą przez Hitlera i przegraną wojnę wygrać poprzez rewizję jej wyników, przez korekty historii. Powiedzieliśmy, że gotowi jesteśmy w związku z tym przyjąć na siebie twarde i daleko idące konsekwencje”. Jednocześnie nowa polityka wschodnia nie wykluczyła postulatów zjednoczenia Niemiec drogą pokojową, w perspektywie historycznej.
Rząd centrolewicy uczestniczył w helsińskiej Konferencji Bezpieczeństwa i Współpracy w Europie. SPD była jednym z inicjatorów działalności KBWE w Międzynarodówce Socjalistycznej.
SPD poparła radziecko-amerykański traktat SALT II jednocześnie krytykując te siły w USA które sprzeciwiły się temu traktatowi. Równocześnie SPD poparła wzrost zbrojeń NATO i zajęła dwuznaczne stanowisko ws. amerykańskiej bomby neutronowej.
Liderzy SPD deklarują, że ich rząd w dużym stopniu przyczynił się do redukcji arsenałów z drugiej strony w okresie 1971–1978 siły Bundeswehry wzrosły o 80%.
W 1979 roku SPD poparła stacjonowanie nowych rakiet i broni na terytorium europejskich krajów NATO, a jednocześnie poparła rokowania z ZSRR w sprawie redukcji tejże broni – taka postawa kierownictwa partii przyczyniła się do jej krytyki wewnątrzpartyjnej.

### Problemy Trzeciego Świata
Problemy trzeciego świata zajmują w doktrynie SPD jedno z kluczowych miejsc i niekiedy wyprzedzają w tej dziedzinie politykę państwa. SPD przygotowuje układy i porozumienia czy prowadzi misję sondażowe w krajach globalnego południa.
Działająca w trzecim świecie Fundacja F. Eberta zatrudniała 150 pracowników działających w placówkach w Afryce, Azji czy Ameryce łacińskiej. Fundacja prowadzi akcje stypendialne, udziela związkom zawodowym konsultacji czy udziela wsparcia dla socjaldemokratycznej prasy, radia czy telewizji, starając się przy tym przeciwdziałać tendencjom radykalno-rewolucyjnym.
To właśnie SPD była jednym z inicjatorów nowego kursu Międzynarodówki Socjalistycznej względem państw Trzeciego Świata. Strategia ta zakładała budowę na tych terenach działań partii socjaldemokratycznych, uznaniu walk narodowowyzwoleńczych i współpracą z ruchami rewolucyjnymi, jeśli takowe będą przyjmować elementy demokratycznego socjalizmu i socjaldemokracji. SPD i Socjalistyczna Partia Austrii wpłynęły też na uznanie przez Międzynarodówkę rządów rewolucyjnych państw Trzeciego Świata, które do tej pory nie były przez organizację akceptowane.
Uzasadnieniem dla wzmożonej aktywności SPD w tych krajach jest według SPD troska SPD o likwidację neokolonializmu i rozwiązania konfliktu Północ-Południe.
Na skutek aktywności SPD w krajach trzeciego świata, m.in. w latach 1971–1976 inwestycje prywatne Niemiec Zachodnich w Trzecim Świecie wzrosły z 6,4 do 14,2 miliarda marek zachodnioniemieckich. SPD odegrała dużą rolę w pomaganiu za kulisami zawarciu w 1975 roku układu surowcowego Europejskiej Wspólnoty Gospodarczej z 46 państwami afrykańskimi i latynoamerykańskimi, rozszerzonym w 1979 na 57 krajów (konwencja z Lome).

## Struktury
Federalna struktura SPD liczy 22 organizacji okręgowych, czyli Bezirkorganisationen, które obejmują 250 organizacji podokręgowych (Unterbezirke) skupiające około 10 tysięcy kół terenowych. Koła terenowe łączą się w organizacje miejskie i powiatowe.
Podstawową komórką SPD jest okręg, jednak współczesna pochodząca sprzed wojny struktura okręgów nie pokrywa się ze strukturą administracji terenowej i regionów – stąd też niektóre organizacje terenowe pod względem zasięgu są identyczne ze związkiem krajowym, czyli ponad okręgowym kołem organizacyjnym, takimi okręgami są m.in. Szlezwik-Holsztyn, Brema, Hamburg czy Saara. Inne okręgi łączą się po kilka razem i powołują związek krajowy, taka sytuacja ma miejsce np. w Bawarii, Hesji czy Dolnej Saksonii.
Organem władzy w partii jest zjazd partii. W zjeździe udział bierze 400 delegatów wybranych przez okręgi i zarząd. O powołaniu zjazdu decyduje zarząd w dwuletnich odstępach czasowych. Na skutek uchwały zjazdu, na wniosek dwóch trzecich działaczy zasiadających w zarządzie lub na wniosek dwóch piątych zarządów okręgowych może być powołany nadzwyczajny zjazd partii.
Zarząd wybierany na zjeździe i kieruje życiem partii w odstępach między poszczególnym zjazdami. Zarząd składa się z przewodniczącego, dwóch jego zastępców, skarbnika i trzydziestu dwóch członków. Organ roboczy stanowi prezydium partii do którego wchodzą – przewodniczący, dwaj zastępcy, skarbnik, lider frakcji w Bundestagu, federalny sekretarz wykonawczy i pięciu działaczy zasiadających w zarządzie.
Najważniejsze dekrety związane z polityką międzynarodową i wewnętrzną podejmuje Rada. Rada sprawuje również nadzór nad kampaniami wyborczymi. Do Rady należą działacze z organizacji okręgowych oraz krajowych, przewodniczący frakcji w Landtagach, czyli parlamentach poszczególnych landów, premierzy tychże rządów krajowych, przewodniczący frakcji w Bundestagu i członkowie rządu federalnego. Rada powołuje Zarząd Wykonawczy Rady w składzie – przewodniczący Rady i jego trzej zastępcy.
Ważnym organem działania partii socjaldemokratycznej jest frakcja parlamentarna, która obejmuje wszystkich jej posłów do parlamentu. Frakcją zarządza jej kierownictwo do którego należy przewodniczący frakcji, czterech sekretarzy parlamentarnych, 18 ławników i pięciu zastępców przewodniczącego.
W latach bezpośrednio po wojnie światowej, SPD zbudowało sieć prasy regionalnej – dzienników i tygodników, jednakże w dekadzie lat 60. została ona wchłonięta przez koncerny. Ostatni dziennik socjaldemokratów przestał się ukazywać w 1980 roku. SPD oprócz tego dysponuje tygodnikiem „Vorwärts”, dwutygodnikiem „Intern” i miesięcznikami – „Die Neue Gesellschaft” oraz „Sozialdemokrat-Magazin”. Każda organizacja okręgowa wydaje pod różnymi tytułami comiesięczne biuletyny.

### Liczebność
Po II wojnie światowej a szczególnie w latach 70. i 80. doszło do znacznej zmiany struktury społecznej członków partii. Wpływ na to miały zmiany społeczne w RFN, jak i zmiana kierunku partii. Na skutek tychże zmian zmalała liczba partyjnych robotników a zwiększyła się pracowników administracji, sfery usługowej i klasy średniej.
W 1948 roku partia liczyła 850 tysięcy działaczy, choć już wówczas z partii zaczęli odpływać robotnicy. Pod koniec lat 50. partia liczyła już 550 tysięcy członków z dalszą większością robotniczą, liczba członków partii zmalała drastycznie na skutek reformy walutowej z 1948 roku, która ukazała słabość polityczną socjaldemokracji. Na początku lat 60. do SPD dołączył szereg nowych działaczy (już w 1952 roku doszło do stopniowego wzrostu liczby członków), w 1972 roku partia liczyła już 954 394 tysięcy. Do 1970 przez pewien czas liczba członków partii wyniosła nawet 950 tysięcy członków. Był to skutek m.in. wejścia SPD do rządu w 1966 roku. W latach 70., a szczególnie pod ich koniec, partia przekroczyła barierę jednego miliona działaczy, do partii dołączyli w tym czasie głównie przedstawiciele młodzieży. Od tamtej pory do lat 80. liczba członków oscylowała w granicach miliona osób.
Duży przypływ członków zmienił struktury społeczne partii. W 1977 roku zrównał się udział procentowy robotników i pracowników umysłowych, który sięgnął po około 28%. Udział robotników w latach 60. i 70. zmalał o ponad 20%, a pracowników umysłowych wzrósł dwukrotnie. Udział urzędników wzrósł do 13%, kupców, przedsiębiorców, rzemieślników do 10%. Dla porównania robotnicy w 1958 roku wynosili jeszcze 55% członków partii, w 1978 roku było to już 29,69%, przy czym od 1977 roku nastąpił pewien ich wzrost. Według badań partii z 1977 roku, 65% członków pracowało w sferze usługowej i administracji, 60% było członkami związków zawodowych, 30% nie miało 34 roku życia (ale więcej niż 30)
a 20% miało mniej niż 30.
Gigantyczna liczba członków SPD utrudniała udział członków w jednodniowych seminariach, czy też pracy partyjnej.

### Wyniki wyborcze
W wyborach z 1949 roku SPD zdobyła 29,2% poparcia, a więc tylko o dwa procent mniej niż zwycięska CDU/CSU, w 1953 już tylko 28,8%, w 1957 31,8%. W 1961 było to już 36,2%, w 1965 39,3%, w 1969 42,7%, w 1972 45,8%, w 1976 42,6%, a w 1980 42,8%.
Wpływy wyborcze nie wykazują rodzaju zmian jak wahania w członkostwie partii. Udział robotników wśród elektoratu centrolewicy do połowy lat 70. wzrastał na równi ze środowiskami nierobotniczymi.

### Grupy partyjne
Według statutu SPD w ramach partii mogą działacz tzw. wspólnoty robocze, czyli organizacje funkcjonujące pod nadzorem partii których członkami mogą być też ludzie nie należący do SPD.
Największe miejsce zajmuje Wspólnota Robocza Młodych Socjalistów, która w latach 80. liczyła 320 tysięcy członków partii do 35 roku życia (w tym 200 tysięcy stanowiła młodzież robotnicza, a resztę stanowili studenci i uczniowie gimnazjów i szkół zawodowych).
W 1973 roku utworzono Wspólnotę Roboczą do Spraw Pracobiorców, liczącą 300 tysięcy działaczy w czterech tysiącach kół zakładowych. Grupa ta stanowi przedmiot współpracy partii ze związkami zawodowymi. W skład tych kół wchodzą mężowie zaufania, funkcjonariusze związków zawodowych i członkowie rad zakładowych. Kolejną grupą jest Wspólnota Robocza Kobiet Socjaldemokratek z 205 tysiącami członkiń w chwili największych wpływów partii. W latach 70. rozwinęła się Wspólnota Robocza Zarobkujących Samodzielnie która liczyła 100 tysięcy członków – przedsiębiorców, kupców i rzemieślników.
Istnieją też trzy mniejsze wspólnoty – służby zdrowia, pracowników i działaczy oświaty oraz prawników, liczą one po kilkanaście lub kilka tysięcy działaczy.
Oprócz organizacji działających w ramach SPD statutowo działają frakcje z których tylko połowiczne są one uznawane przez zarząd partii. Frakcje skupiają rzeczników określonych poglądów lub ideologii. Frakcje można podzielić na grupy o charakterze lewicowym i prawicowym. Najważniejszymi frakcjami są – utworzona w 1969 roku frakcja „Robotników kanalizacji” – grupa skupiająca szeregowych posłów partii popierających w parlamencie koncepcje prawicy partyjnej i kierownictwa rządu; Koło z Tybingi utworzone w 1970 roku skupiające centrystów i służące do dyskusji politycznych oraz koordynacji centrystów; powołane w 1972 roku Koło z Leverkusen skupiające parlamentarzystów lewicy i centrolewicy partii; w 1976 roku powstało Towarzystwo im. Fritza Erlera skupiające działaczy skrajnej prawicy partyjnej.
Nie wszystkie frakcje mogą cieszyć się jednakowym uznaniem kierownictwa. Koła lewicy i Towarzystwa im. Erlera są niejednokrotnie krytykowane przez kierownictwo partii. Z kolei grupą najbardziej cenioną przez kierownictwo są „Robotnicy kanalizacji”.

## Poparcie w wyborach

### Wybory doBundestagu
| Wybory | Kandydat na kanclerza   | Wyniki                         | Wyniki                         | Wyniki         | Wyniki         | Mandaty | +/−  | Rząd               |
| Wybory | Kandydat na kanclerza   | Jednomandatowe okręgi wyborcze | Jednomandatowe okręgi wyborcze | Lista partyjna | Lista partyjna | Mandaty | +/−  | Rząd               |
| Wybory | Kandydat na kanclerza   | Głosy                          | %                              | Głosy          | %              | Mandaty | +/−  | Rząd               |
| ------ | ----------------------- | ------------------------------ | ------------------------------ | -------------- | -------------- | ------- | ---- | ------------------ |
| 1949   | Kurt Schumacher         |                                |                                | 6 934 975      | 29,2 (#2)      | 131/402 | Nowa | Opozycja           |
| 1953   | Erich Ollenhauer        | 8 131 257                      | 29,5 (#2)                      | 7 944 943      | 28,8 (#2)      | 162/509 | 31   | Opozycja           |
| 1957   | Erich Ollenhauer        | 11 975 400                     | 32,0 (#2)                      | 9 495 571      | 31,8 (#2)      | 181/519 | 19   | Opozycja           |
| 1961   | Willy Brandt            | 11 672 057                     | 36,5 (#1)                      | 11 427 355     | 36,2 (#1)      | 203/521 | 22   | Opozycja           |
| 1965   | Willy Brandt            | 12 998 474                     | 40,1 (#1)                      | 12 813 186     | 39,3 (#1)      | 217/518 | 14   | Opozycja (do 1966) |
| 1965   | Willy Brandt            | 12 998 474                     | 40,1 (#1)                      | 12 813 186     | 39,3 (#1)      | 217/518 | 14   | Koalicja rządząca  |
| 1969   | Willy Brandt            | 14 402 374                     | 44,0 (#1)                      | 14 065 716     | 42,7 (#1)      | 237/518 | 20   | Koalicja rządząca  |
| 1972   | Willy Brandt            | 18 228 239                     | 48,9 (#1)                      | 17 175 169     | 45,8 (#1)      | 242/518 | 5    | Koalicja rządząca  |
| 1976   | Helmut Schmidt          | 16 471 321                     | 43,7 (#1)                      | 16 099 019     | 42,6 (#1)      | 224/518 | 18   | Koalicja rządząca  |
| 1980   | Helmut Schmidt          | 16 808 861                     | 44,5 (#1)                      | 16 260 677     | 42,9 (#1)      | 228/519 | 4    | Koalicja rządząca  |
| 1980   | Helmut Schmidt          | 16 808 861                     | 44,5 (#1)                      | 16 260 677     | 42,9 (#1)      | 228/519 | 4    | Opozycja (od 1982) |
| 1983   | Hans-Jochen Vogel       | 15 686 033                     | 40,4 (#2)                      | 14 865 807     | 38,2 (#1)      | 202/520 | 26   | Opozycja           |
| 1987   | Johannes Rau            | 14 787 953                     | 39,2 (#1)                      | 14 025 763     | 37,0 (#1)      | 193/519 | 9    | Opozycja           |
| 1990   | Oskar Lafontaine        | 16 279 980                     | 35,2 (#2)                      | 15 545 366     | 33,5 (#2)      | 239/662 | 46   | Opozycja           |
| 1994   | Rudolf Scharping        | 17 966 813                     | 38,3 (#1)                      | 17 140 354     | 36,4 (#1)      | 252/672 | 13   | Opozycja           |
| 1998   | Gerhard Schröder        | 21 535 893                     | 43,8 (#1)                      | 20 181 269     | 40,9 (#1)      | 298/669 | 46   | Koalicja rządząca  |
| 2002   | Gerhard Schröder        | 20 059 967                     | 41,9 (#1)                      | 18 488 668     | 38,5 (#1)      | 251/603 | 47   | Koalicja rządząca  |
| 2005   | Gerhard Schröder        | 18 129 100                     | 38,4 (#1)                      | 16 194 665     | 34,2 (#1)      | 222/614 | 29   | Koalicja rządząca  |
| 2009   | Frank-Walter Steinmeier | 12 077 437                     | 27,9 (#2)                      | 9 990 488      | 23,0 (#2)      | 146/622 | 76   | Opozycja           |
| 2013   | Peer Steinbrück         | 12 835 933                     | 29,4 (#2)                      | 11 252 215     | 25,7 (#2)      | 193/630 | 47   | Koalicja rządząca  |
| 2017   | Martin Schulz           | 11 426 613                     | 24,6 (#2)                      | 9 538 367      | 20.5 (#2)      | 153/709 | 40   | Koalicja rządząca  |
| 2021   | Olaf Scholz             | 12 227 998                     | 26,4 (#1)                      | 11 949 756     | 25.7 (#1)      | 206/736 | 53   | Koalicja rządząca  |

### Wybory doParlamentu Europejskiego
| Wybory | Wyniki     | Wyniki    | Mandaty | Zmiana |
| Wybory | Głosy      | %         | Mandaty | Zmiana |
| ------ | ---------- | --------- | ------- | ------ |
| 1979   | 11 370 045 | 40,8 (#1) | 35/81   | Nowa   |
| 1984   | 9 296 417  | 37,4 (#2) | 33/81   | 2      |
| 1989   | 10 525 728 | 37,3 (#1) | 31/81   | 2      |
| 1994   | 11 389 697 | 32,2 (#1) | 40/99   | 9      |
| 1999   | 8 307 085  | 30,7 (#2) | 33/99   | 7      |
| 2004   | 5 547 971  | 21,5 (#2) | 23/99   | 10     |
| 2009   | 5 472 566  | 20,8 (#2) | 23/99   | 0      |
| 2014   | 7 999 955  | 27,2 (#2) | 27/96   | 4      |
| 2019   | 5 914 953  | 15,8 (#3) | 16/96   | 11     |

## Najważniejsi członkowie

### Socjaldemokratyczni ministrowie w ostatnim rządzie
| Imię i nazwisko     | Urząd                                                          | Od/Do     |
| ------------------- | -------------------------------------------------------------- | --------- |
| Olaf Scholz         | Kanclerz Republiki Federalnej Niemiec                          | 2021-2025 |
| Nancy Faeser        | Federalny Minister Spraw Wewnętrznych i Ojczyzny               | 2021-2025 |
| Hubertus Heil       | Federalny Minister Pracy i Spraw Socjalnych                    | 2021-2025 |
| Christine Lambrecht | Federalny Minister Obrony                                      | 2021-2023 |
| Boris Pistorius     | Federalny Minister Obrony                                      | 2023-2025 |
| Karl Lauterbach     | Federalny Minister Zdrowia                                     | 2021-2025 |
| Svenja Schulze      | Federalny Minister Współpracy Gospodarczej i Rozwoju           | 2021      |
| Klara Geywitz       | Federalny Minister Mieszkalnictwa, Rozwoju Miast i Budownictwa | 2021-2025 |
| Wolfgang Schmidt    | Federalny Minister do Specjalnych Poruczeń                     | 2021-2025 |

### Komisarze Europejscy
| Imię i nazwisko  | Urząd                                                                                               | Od/Do     |
| ---------------- | --------------------------------------------------------------------------------------------------- | --------- |
| Günter Verheugen | Komisarz Europejski ds. Rozszerzenia Unii Europejskiej                                              | 1999–2004 |
| Günter Verheugen | Komisarz europejski ds. przemysłu i przedsiębiorczości oraz wiceprzewodniczący Komisji Europejskiej | 2004-2010 |

### Inni współcześni politycy SPD
- Kurt Beck, premier kraju związkowego Nadrenia-Palatynat (od 1994) oraz przewodniczący SPD (2006–2008)
- Björn Böhning(inne języki), przewodniczący Jusos (2004–2007)
- Andreas von Bülow(inne języki), minister (1980–1982)
- Herta Däubler-Gmelin, minister (1998–2002)
- Klaus von Dohnanyi, minister (1972–1974), burmistrz Hamburga (1981–1988)
- Horst Ehmke(inne języki), minister (1969–1974)
- Björn Engholm, minister (1981–1982), premier kraju związkowego Szlezwik-Holsztyn (1988–1993), przewodniczący SPD (1991–1993)
- Erhard Eppler(inne języki), minister (1968–1974)
- Jutta Limbach(inne języki), przewodnicząca Federalnego Trybunału Konstytucyjnego 1994–2002
- Andrea Nahles, przewodnicząca Jusos (1995–1999), członkini prezydium SPD (od 2003), wiceprzewodnicząca SPD (od 2007)
- Matthias Platzeck, premier kraju związkowego Brandenburgia (od 2002), przewodniczący SPD (2005–2006)
- Annemarie Renger, przewodnicząca Bundestagu (1972–1976)
- Harald Ringstorff, premier kraju związkowego Meklemburgia-Pomorze Przednie (1998-2008)
- Gerhard Schröder, kanclerz Republiki Federalnej 1998–2005
- Henning Scherf, burmistrz Bremy (1995–2005)
- Helmut Schmidt, kanclerz Republiki Federalnej (1974–1982)
- Heide Simonis, premier kraju związkowego Szlezwik-Holsztyn (1993–2005)
- Wolfgang Thierse, przewodniczący Bundestagu (1998–2005)
- Klaus Wowereit, burmistrz Berlina (2001-2014)

### Inni dawni politycy SPD
- Walter Arendt, minister (1969–1976)
- Gustav Bauer, kanclerz Rzeszy (1919/20)
- August Bebel, założyciel i członek prezydium SPD
- Eduard Bernstein, teoretyk partii
- Willy Brandt, kanclerz Republiki Federalnej (1969–1974)
- Max Brauer(inne języki), nadburmistrz Altony (1924–1933), burmistrz Hamburga (1946–1953 oraz 1957–1960)
- Friedrich Ebert, prezydent Rzeszy (1919–1925)
- Peter Glotz, parlamentarzysta (1972–1977 oraz 1983–1996)
- Otto Grotewohl, premier Niemiec Wschodnich (1949–1964)
- Regine Hildebrandt, minister rządu NRD (1990) minister kraju związkowego Brandenburgia (1990–1999)
- Wilhelm Hoegner(inne języki), premier Bawarii (1945–1946, 1954–1957)
- Wilhelm Kaisen, burmistrz Bremy (1945–1965)
- Karl Kautsky, teoretyk partii
- Heinz Kühn, premier Nadrenii Północnej-Westfalii (1966–1978)
- Lauritz Lauritzen(inne języki), minister (1966–1974)
- Georg Leber, minister (1966–1978), wiceprzeowdniczący Bundestagu (1979–1983)
- Julius Leber, parlamentarzysta (1924–1933), członek ruchu oporu
- Wilhelm Leuschner, członek ruchu oporu
- Karl Liebknecht, parlamentarzysta (1912–1916), założyciel KPD (1919)
- Wilhelm Liebknecht, założyciel Niemieckiej Socjalistycznej Partii Pracy (1869)
- Paul Löbe, przewodniczący Reichstagu (1920–1924, 1925–1932)
- Carlo Mierendorff, parlamentarzysta (1930–1933), Widerstandskämpfer
- Gustav Noske, minister (1919/20)
- Róża Luksemburg, teoretyk partii, założycielka KPD (1919)
- Hermann Müller, kanclerz Rzeszy (1920, 1928–1930)
- Paul Nevermann(inne języki), burmistrz Hamburga (1961–1965)
- Johannes Rau, premier Nadrenii Północnej-Westfalii, prezydent Republiki Federalnej
- Ernst Reuter, burmistrz Berlina (1948–1953)
- Philipp Scheidemann, premier Rzeszy Niemieckiej (1919)
- Karl Schiller(inne języki), minister (1966–1972)
- Marie Schlei(inne języki), minister (1976–1978)
- Carlo Schmid(inne języki), minister (1966–1969)
- Louise Schroeder, nadburmistrz Berlina (1947/48)
- Käte Strobel(inne języki), minister (1966–1972)
- Otto Wels, parlamentarzysta (1912–1933)
- Hans-Jürgen Wischnewski, minister (1966–1968), Bundesgeschäftsführer (1968–1972)
- Georg August Zinn(inne języki), premier Hesji (1951–1969)